# حيفا
حِيفَا أو حيفة (بالعبرية: חֵיפָה) مدينة من أكبر وأهم مدن فِلسطِين التَاريخِية، تقع اليوم في منطقة حيفا الإسرائيلية على الساحل الشرقي للبحر المتوسط، وتبعد عن القدس حوالي 158 كم إلى الشمال الغربي. يبلغ عدد سكانها حوالي 290,306 نسمة (حتى عام 2022) إضافة إلى 300,000 يعيشون في الضواحي السكنية حول المدينة، مما يجعلها ثالث أكبر مدن البلاد حالياً بعد القدس وتل أبيب من حيث السكان، الذين يشكل اليهود منهم الغالبية، بينما يشكل العرب (مسيحيون ومسلمون) الأقلية بعد تهجير معظمهم في النكبة عام 1948.
وحيفا هي موطن للمركز البهائي العالمي، وهي موقع تراث عالمي لليونسكو ووجهة للحج البهائي. وتقع المدينة على دائرة عرض 32.49 شمالاً وخط طول 35 شرقاً وهي نقطة التقاء البحر المتوسط بكل من السهل وجبل الكرمل، وهذا جعلها نقطة عبور إجبارية، إذ يقل اتساع السهل الساحلي عن 200 مترًا، وترتفع عن سطح البحر بمعدل 450 م. كما أن موقعها جعل منها ميناءً بحرياً من أهم الموانئ في إسرائيل، كما جعل منها بوابة للمنطقة عبر البحر المتوسط، وهي ذات أهمية تجارية وعسكرية طوال فترة تاريخها، ولهذا تعرضت إلى الأطماع الاستعمارية بدءاً من الغزو الصليبي وحتى تاريخ النكبة، وتعد الآن مقر سكة الحديد الإسرائيلية الرئيسية.
يعود زمن استيطان البشر بالمنطقة إلى عشرات الآلاف من السنين حيث عثر منقبون على بقايا هياكل بشرية تعود إلى العصر الحجري وآثار حضارات العصر الحجري القديم بمراحله الثلاث (نصف مليون سنة إلى 15 ألف سنة قبل الميلاد). ولقد تأسست حيفا في بادئ الأمر كقرية صغيرة في القرن الرابع عشر ق.م على يد الكنعانيين. فُتِحت المدينة في عهد الخليفة عمر بن الخطاب عام 633 م، ونتيجة لذلك بدأت القبائل العربية بالاستقرار في فلسطين، وعلى وجه الخصوص في مناطق الساحل الفلسطيني، وبقيت حيفا جزءاً من الدولة الإسلامية طيلة العهد الأموي والعباسي. إلا أن حيفا الحديثة، قد تأسست عام 1761 في مكان البلدة القديمة على يد القائد ظاهر العمر، والذي أسس إمارة شبه مستقلة عن العثمانيين في الجليل. وفي العهد العثماني، ازدهرت مدينة حيفا، وتأسس فيها أول مجلس بلدي عام 1873.
تتميز المدينة بكونها أحد أهم مركز الإشعاع الفكري في فلسطين التاريخية - خاصة قبل النكبة، كما تتميز اليوم، بالتعاون الثقافي والسياسي بين اليهود والعرب فيها. في «بيت الكرمة» بوادي النسناس يتم في شهر ديسمبر من كل عام المهرجان الثقافي «عيد الأعياد» بمناسبة عيد الميلاد المسيحي وعيد حانوكا اليهودي، وكذلك عيد الفطر أو عيد الأضحى إذا وقع أحد منهما في الشتاء. تشهد انعقاد مهرجان «أسبوع الكتاب العربي» في موسم الصيف من كل عام. تعتبر حيفا اليوم مركزًا للدين البهائي، حيث تقام فيها مراسم الحج لأتباع هذه الديانة.
يُشار بالذكر إلى أن المدينة قد احتلتها المنظمات اليهودية في 21 نيسان / أبريل 1948، بعد عدة معارك ومجازر قامت بها بحق السكان العرب في المدينة وضواحيها، نتج عنها طرد جماعي لمعظم هؤلاء السكان من أحيائهم، واستبدال أسماء الشوارع والمناطق العربية مباشرة بالعبرية.

## أصل الكلمة
يعتقد أن أقدم ذكر للمنطقة جاء على يد يوسابيوس القيصري والذي ذكر وجود منطقة تحت اسم سيكانيوم (باللاتينية: Sycaminum) بمعنى «الجميز» بين بطوليمايس وقيصرية، كما ورد ذكر نفس المنطقة في مخطوطات توراتية تحت اسم شقمونا (بالعبرية: שקמונה). غير أن الصلة بين شقمونا/سيكانيوم ومدينة حيفا لا تزال محل شك.
لم يظهر اسم حيفا الحديث حتى زمن الإمبراطورية الرومانية حيث أطلقت التسمية اللاتينية Efa على مستوطنة يهودية وحصن روماني في موقع المدينة الحالي.
دعاها الصليبيون «حيفا» أو «خيفاس» أو «خيفس»، وأطلق عليها هذا الاسم نسبة للكاهن الكبير «قيافا» من عهد يسوع. وقد أسماها مؤرخ آخر «بورفيريا الجديدة» للتفريق بينها وبين «بورفيريا القديمة»، الواقعة على الشاطئ اللبناني. ومعنى الكلمة «بورفيريا» الأرجواني أو المحار واللؤلؤ الذي استخرجوه من حلزون البحر في هذه المنطقة.
كما ورد ذكر المدينة في معجم البلدان لصاحبه «ياقوت الحموي»، والذي ذكر أن أصل التسمية مأخوذ من «حيفاء»، وهي من الحيف بمعنى الجور والظلم.
وفي القرن الخامس هجري ذكرها الرحالة "ناصر خسرو" وقال: "بها نخل وأشجار وعمال يعملون السفن البحرية المسماة "الجودي". وأسماها الرحالة اليهودي "بنيامين الطليطي" "جات حيفر" وسمى سكانها "بالأدوميين". وهناك ربان آخر أسماها "حيفو". ويُنسَب إليها "إبراهيم بن محمد بن عبد الرازق الحيفيّ" من أهل "قصر حيفا"، من علماء الحديث، المتوفى سنة 476 هـ (تاريخ ابن عساكر). ومحمد بن عبد الله بن علي القيسراني القصري، نسبة إلى قصر حيفا، توفي بحلب سنة 544 هـ. وفي أدب الرحالة من الفترة العثمانية، وُجدَ الاسم على عشرين صورة مختلفة تقريباً. وفي سنة 1586م يتحدث "جيوفاني زوالارت" عن "Coface","Caifas" ويدعوها روجر عام 1632م "Caipha". وفي بداية القرن التاسع عشر زارها سفير النمسا فقال "إن العرب يسمونها حيفا (Hipha)".
على الرغم من تعدد مسميات مدينة «حيفا» وظهور اسمها بعدة أشكال ولغات، إلا أن التسمية الدارجة والمتعارف عليها هي التسمية العربية حيفا (باللاتينية: HAIFA)، وهي التسمية التي داوم العرب على استعمالها، بلفظ واحد وثابت، والتي أطلقت على «حيفا الجديدة» التي بناها ظاهر العمر الزيداني.

## التاريخ

### العصور القديمة
سكن البشر هذه المنطقة منذ عصور ما قبل التاريخ، فقد عثر الباحثون على بقايا هياكل بشرية في «نفي شعنان» في جوار حيفا وفي «مغارة الواد» القريبة من عتليت وغيرها، تعود بتاريخها إلى العصر الحجري القديم، إلى نحو 150,000 سنة. وفي العصر الحجري الوسيط 12500 ـ 6000 ق. م عثر في الكهوف المذكورة على رسوم منحوتة في الحجارة والعظام مما يدل على أن الفن الفلسطيني أول ما وُلد كان في بلاد حيفا، كما عثروا أيضاً على جمجمة لكلب يستدل منها أن هؤلاء السكان هم أول من دجّن هذا الحيوان الذي اتخذوه رفيقاً لهم يحرس قطعانهم وأدواتهم ويساعدهم على اقتناص فريستهم.
قبل الميلاد

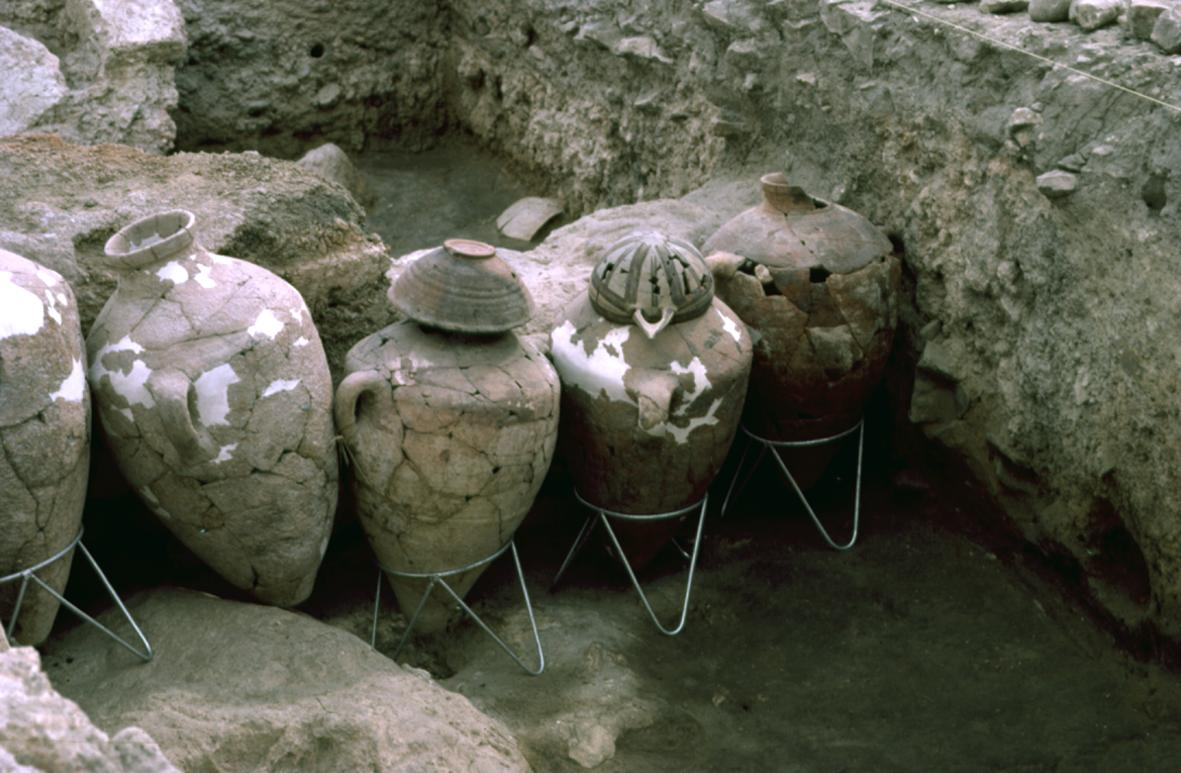
آثار حيفا الكنعانية، منذ أكثر من 3000 عام.

ما زال الغموض يكتنف نشوء المدينة، إذ لم يستطع المؤرخون والباحثون تحديد الفترة الزمنية التي نشأت فيها مدينة حيفا، رغم أن الأبحاث تشير إلى كون منطقة حيفا إحدى المناطق المهمة التي استوطنها الإنسان القديم وأقام بها حضارته، وذلك نظرًا لموقعها الطبيعي المتميز.
وقد تبين من خلال الأبحاث الأثرية التي أجريت في منطقة «مغارة الواد» قرب حيفا، والأدوات الحجرية والرسومات التي تمّ اكتشافها هناك أنها تعود بتاريخها إلى فترة حوالي 15 ألف سنة قبل الميلاد. وقد تبين من خلال الاكتشافات الأثرية الأخيرة في منطقة حيفا، أن العرب الكنعانيين هم أول من استوطنوا المنطقة، وأقاموا فيها الكثير من مدنهم مثل حيفا والطنطورة وعتليت وقيسارية. وقد بنى الفينيقيون الكنعانيون حيفا القديمة في المنطقة المعروفة اليوم «تل شكمونا»، والتي تبعد ما يقارب كيلو مترين عن حيفا الحالية. وعلى شواطئ هذه المنطقة نشبت معركة سنة 1191 قبل الميلاد، بين الكنعانيين والمصريين في عهد رمسيس، انتصر فيها الكنعانيون وامتلكوا الساحل بما فيها منطقة حيفا. إلاّ أن الفلستيين حلوا محلهم بعد أن تم لهم امتلاك الساحل من غزة إلى الكرمل.
بعد سقوط الحكم الكنعاني، واستيلاء اليهود في عهد يوشع بن نون على فلسطين، جعلت حيفا من حصة سبط «منس»، وتابعة لحكم «أشير» أحد أسباط بني إسرائيل. لقد تقلبت على مدينة حيفا الأحوال وخربت وازدهرت مرات كثيرة في عهود الأمم التي تتالت على حكمها مثل الآشوريين والكلدانيين والفرس والسلوقيين.
خضعت حيفا للحكم المصري في عام 104 ق.م، بعد أن جاءها «ليثرا بن كليوبترا»، ملكة مصر، الذي كان منفياً في قبرص بعد أن اضطهدته والدته. بقيت كذلك إلى أن سقطت فلسطين وبما فيها «حيفا» بأيدي الرومان، فأصبحت «حيفا» جزءا من الإمبراطورية الرومانية.
بعد الميلاد

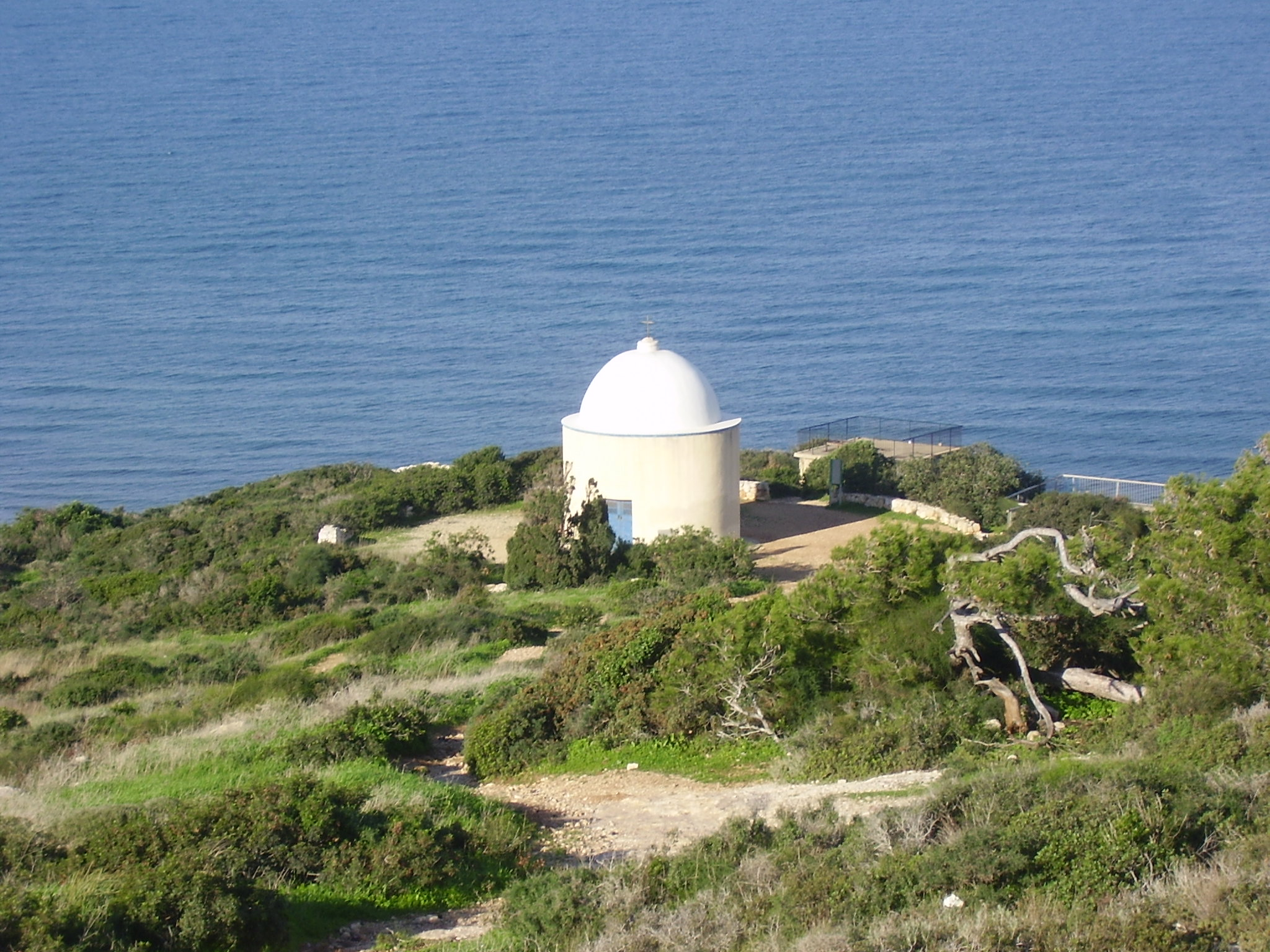
مُصلّى القلب المقدس - سيدة الكرمل ستيلا ماريس، في حيفا.

يذكر الإنجيل أن «يسوع» قد وطئ أرض «حيفا» وباركها حين مرّ مع «مريم العذراء» في طريقه من مصر إلى الناصرة. وقد اتبع الطريق الساحلية هرباً من خطر الحكم الروماني، وكانت هذه الطريق الساحلية تمر بحيفا القديمة، وتقطع مقام الخضر وتسير مع شاطئ البحر أمام باب كنيسة اللاتين.
وفي سنة 58 م مرّ في حيفا بولس الطرسوسي في رحلته الثالثة مبشراً، وهو قادم من عكا. كما وتذكر المصادر أن النبيَّين «إلياس» و«اليسع» علّما تلاميذهما الديانة في مدرسة الانبياء - مقام الخضر اليوم. وقد انتصر «النبي إلياس» على أعدائه الوثنيين في منطقة جبل الكرمل، في المكان المقدس المنسوب إليه، كنيسة مار إلياس.

### الحكم العربي الإسلامي
تم فتح حيفا في عهد الخليفة عمر بن الخطاب، وذلك على يد قائده عمرو بن العاص عام 633 م، ونتيجة لذلك دخلت المنطقة في الإسلام. وقد ازدهرت حيفا في نهاية العصر الفاطمي حتى غدت من المؤانئ العظيمة التي طمع الفرنجة في الاستيلاء عليها.

### الحروب الصليبية
استولى الفرنج على بيت المقدس عام 1099 م بقيت حيفا تابعة للدولة الفاطمية وكان لها فيها حامية صغيرة. وفي حزيران سنة 1100 م وصل إلى حيفا أسطول بندقي من مائتي سفينة. بقيت حيفا في أيدي الفرنجة إلى عام 1187 م حيث عادت للمسلمين إثر انتصار صلاح الدين في معركة حطين في تلك السنة. وقبل سقوط عكا بأيدي الأوروبيين عام 1191 م بقليل، أمر بهدم أسوار حيفا وحصونها بعد أن أخلتها حاميتها. وبموجب صلح الرملة عام 1192 م كانت حيفا ضمن المنطقة الساحلية ـ من صور إلى يافا ـ التي عهد بحكمها للفرنجة.
وفي عام 1250 ـ 1251 م اهتم لويس التاسع ملك فرنسا بتحصين حيفا وقيسارية حتى إذا كان عام 1265 م تعرضت لهجوم الظاهر بيبرس. والظاهر أن الفرنجة عادوا، بعد ذلك لحيفا واستقروا فيها. ولما استولى الملك الأشرف خليل بن قلاوون على عكا عام 1291م استرد حيفا دون أن يصادف مقاومة وكان ذلك في 31 تموز من العام المذكور. ورأى أن يوقع الهدم فيها وفي صيدا وصور وعتليت خوفاً من أن يعود الأعداء للاستفادة منها.
وهكذا بقيت حيفا مهجورة لمدة طويلة إلى أيام حكم الأمير فخر الدين المعني الثاني الذي كانت جنوده تنزل برج حيفا حفظًا للأمن. إلاّ أن هذا البرج هدمه أحمد بن طرباي الأمير الحارثي على إثر الاتفاق الذي تم بينه وبين المعني عام 1623 م.

### العهد العثماني

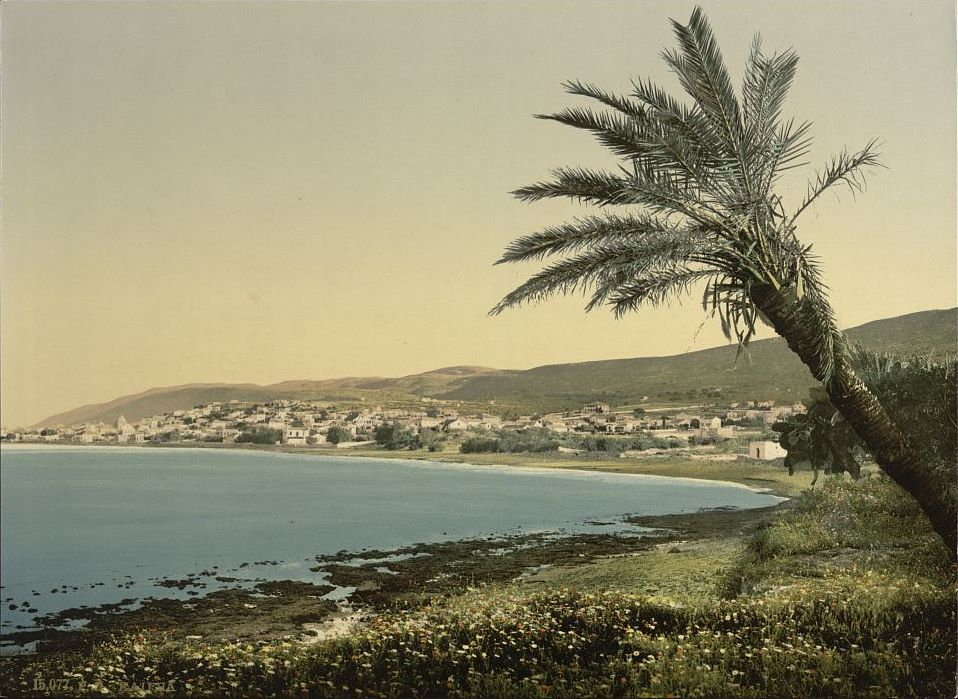
حيفا في العهد العثماني.

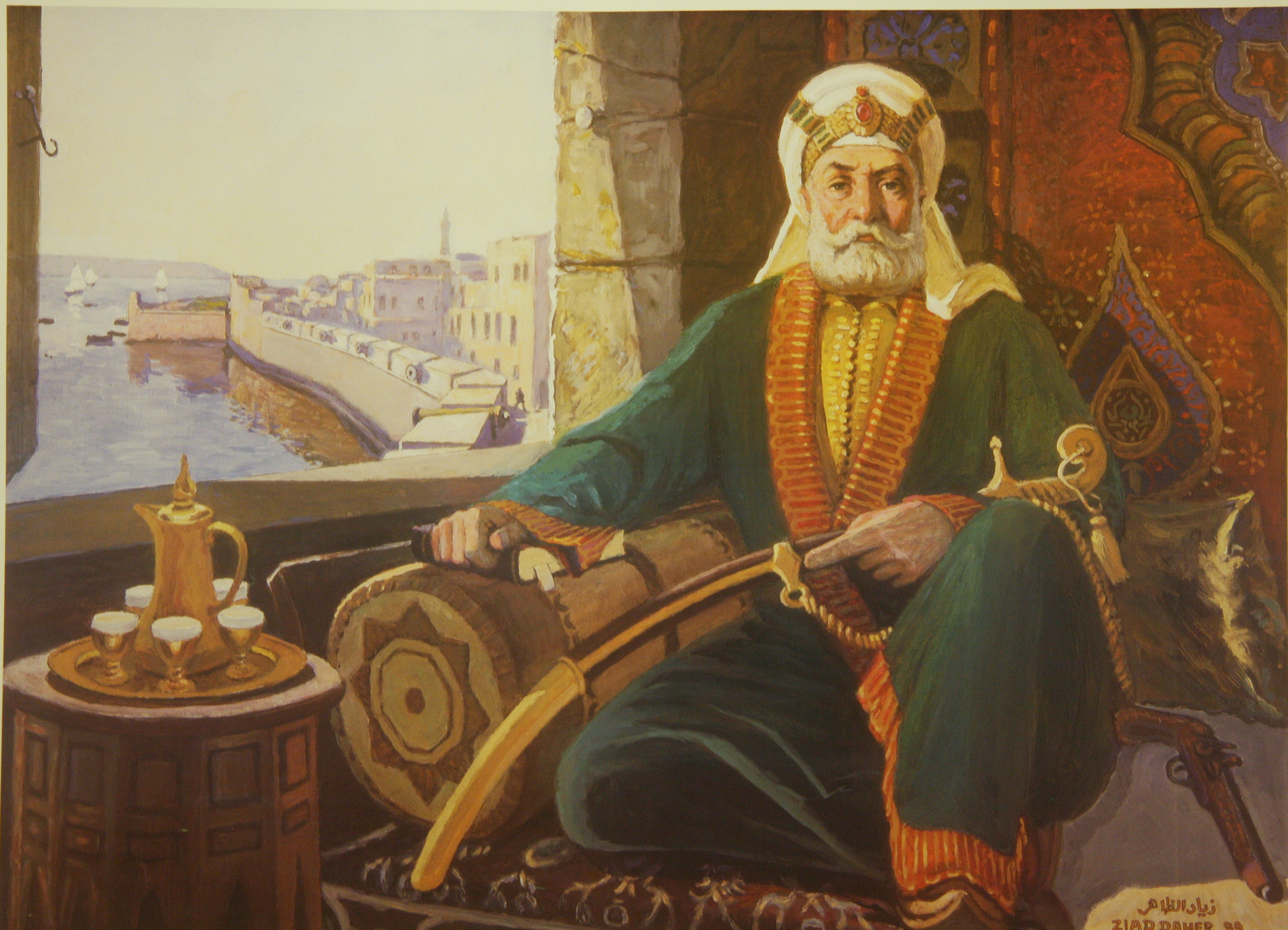
ظاهر العمر، باني حيفا الحديثة عام 1761

انتقلت حيفا إلى العثمانيين في عهد سليم الأول 922هـ – 1516م. وقد أشير إليها في مطلع العهد بأنها قرية في ناحية ساحل عتليت الغربي التابع لسنجق (لواء) اللجون، أحد ألوية ولاية دمشق.
بدأ العثمانيون منذ النصف الثاني من القرن السادس عشر يعمرون ببطء، وذكرت دفاتر التمليك (الطابو) أن قرية حيفا كانت ضمن قطاع آل طرباي الذين أصبحوا يعرفون باسم الأسرة الحارثية في مرج ابن عامر 885 – 1088هـ / 1480- 1677م. وشهد العهد العثماني بناء الكثير من معالم حيفا المعمارية، كمسجد الاستقلال وضريح الباب.
إلا أن حيفا الحديثة، قد تأسست عام 1761 في مكان البلدة القديمة على يد القائد ظاهر العمر، والذي أسس إمارة شبه مستقلة عن العثمانيين في الجليل.

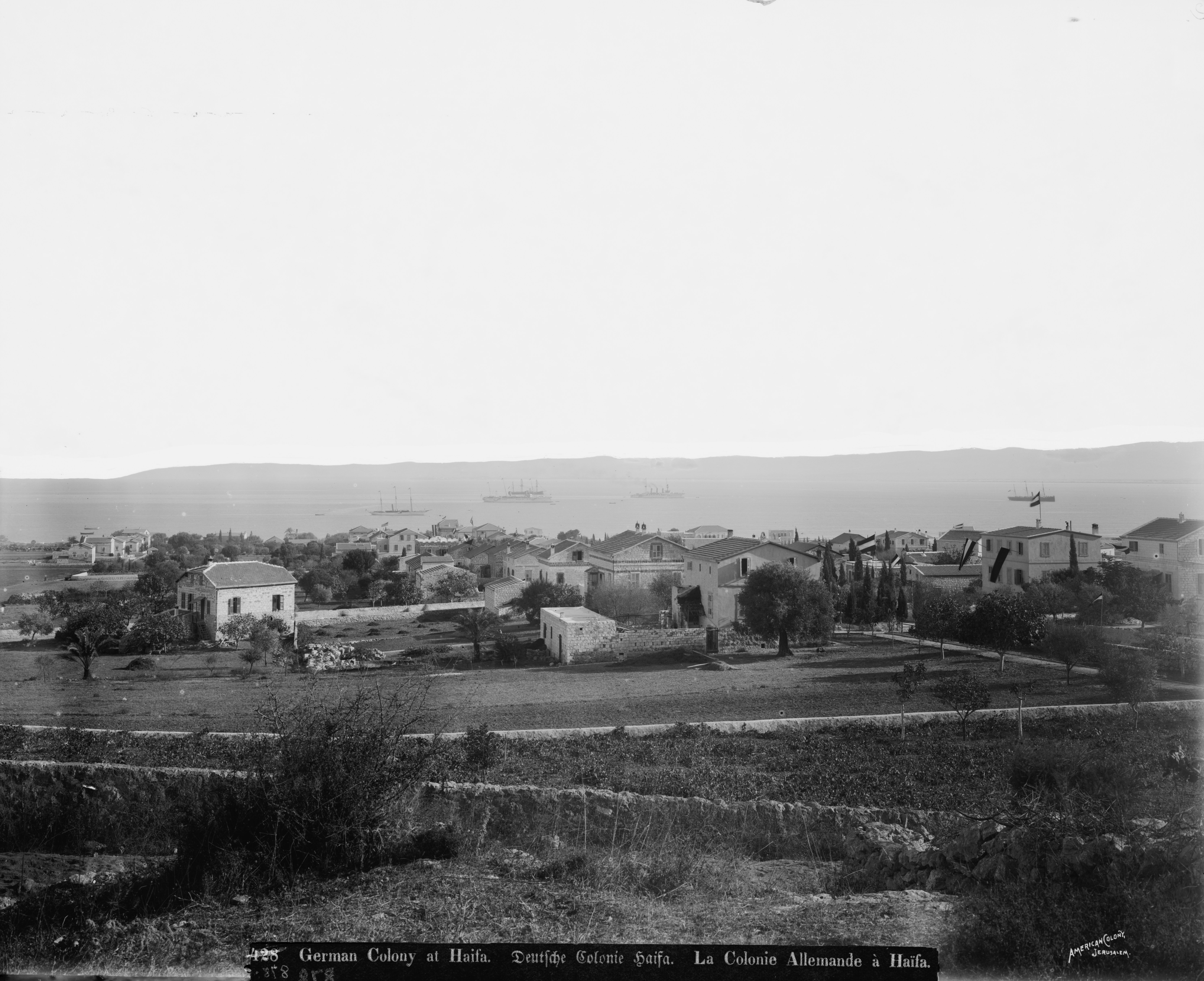
المُستعمَرة الألمانيّة في حيفا.

ويشار بالذكر إلى أنه نتيجة للتقارب العثماني - الألماني في تلك الفترة، فقد بدأ في عام 1868 م الاستيطان الإلماني في حيفا، من قبل مجموعة عائلات ألمانية قادمة من جنوب غرب ألمانيا، وقد أقام هؤلاء مستوطنة لهم في القسم الغربي من المدينة، حيث زودوها بكل وسائل الرفاه والتنظيم، فأقاموا المدارس الخاصة بهم وعبدوا الطرق وبنوا الحدائق، ووفروا كل مرافق الخدمات العامة فيها، ونتيجة لذلك بدأ عدد سكان المستعمرة في التزايد.
وتلاحق بناء المستوطنات الألمانية في منطقة الساحل، حيث أقيمت مستعمرة ثانية عام 1869م في حيفا، ثم مستعمرة ثالثة بجوار سابقتها أطلق عليها اسم شارونا، وقد مهدت هذه المستوطنات في النهاية إلى إقامة أول حي ألماني على الطراز الحديث في المدينة، وهو حي «كارملهايم» في جبل الكرمل. لا شك أن الألمان ساهموا في تطور مدينة حيفا، من خلال ما جلبوه من وسائل وأساليب زراعية حديثة.
في منتصف القرن الثامن عشر تم إنشاء مقبرة الاستقلال وهي مقبرة فلسطينية إسلامية تاريخية في حي وادي الصليب بجوار مسجد الاستقلال وسُميت بنفس الاسم.

### عهد الانتداب البريطاني

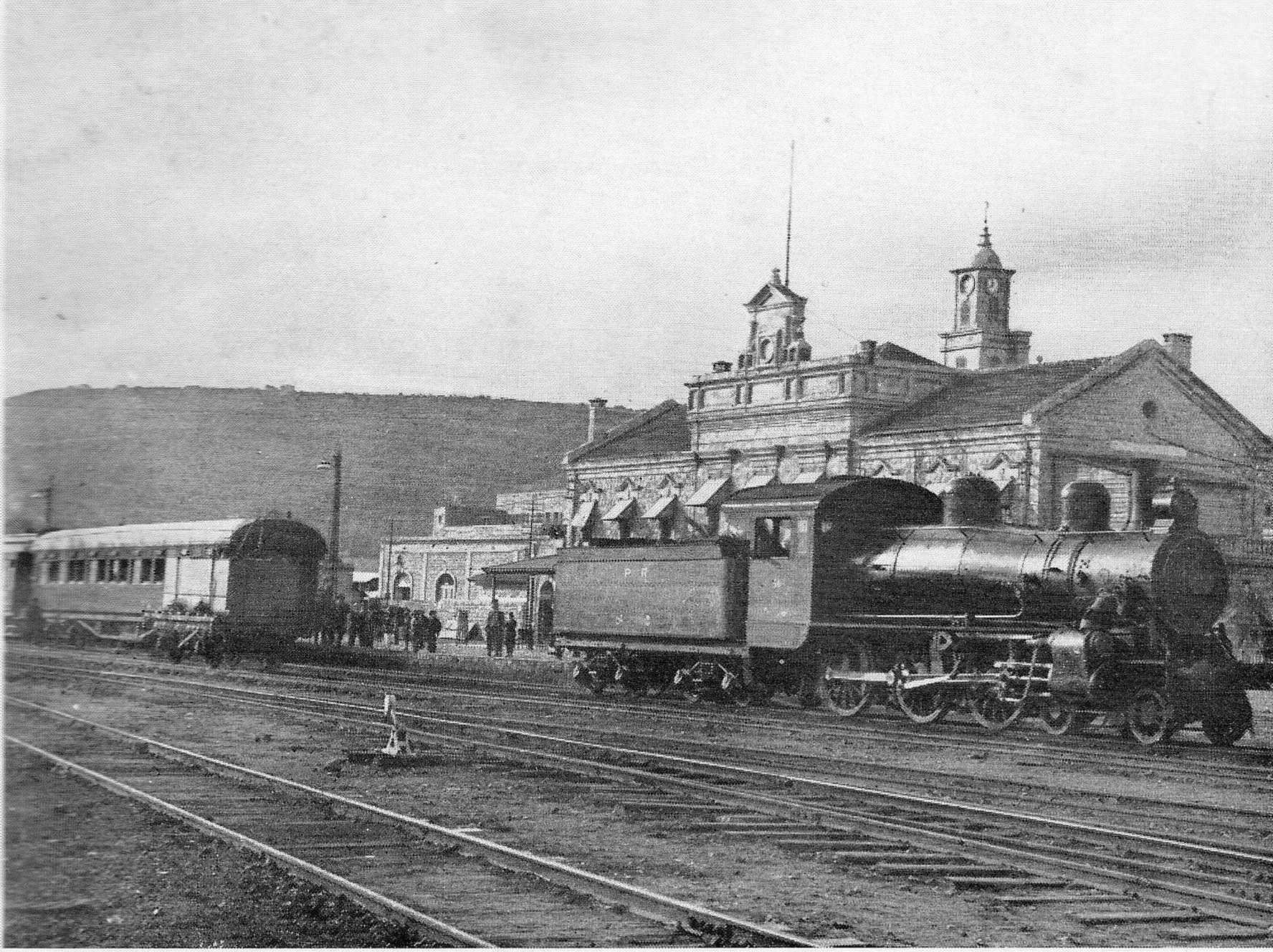
محطة قطارات حيفا 1931، وهي اليوم متحف للقطارات بعد تفجير صهيوني 1946 دمر معظمها.

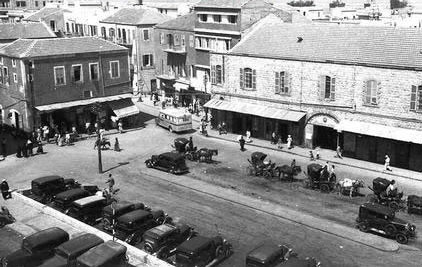
ساحة الحمراء بحيفا عام 1934.

بعد خروج بريطانيا منتصرة من الحرب العالمية الأولى عام 1918 م، أصبحت فلسطين خاضعة للانتداب البريطاني الذي أقيم على أساس وعد بلفور الذي وعد الحركة الصهيونية بإقامة «وطن قومي» يهودي في فلسطين وطرد سكانها الأصليين العرب. في السنوات الأولى من فترة الانتداب شجعت سلطات الانتداب الهجرة اليهودية إلى فلسطين وسهلت عليهم إجراءات شراء الأراضي في منطقة الانتداب. غيرت السلطات البريطانية سياستها في فترة لاحقة، ولكن عدد السكان اليهود في مدينة حيفا كان أقلية في بداية أربعينات القرن العشرين. وفي تموز 1920 م، وقبل أن يقر مجلس عصبة الأمم صك الانتداب، الذي كانت ستحكم فيه فلسطين، بحوالي عامين، حولت الحكومة البريطانية الإدارة العسكرية في فلسطين إلى إدارة مدنية، وسبقت الحوادث، ووضعت صك الانتداب موضع التنفيذ قبل إقراره رسمياً، وعينت السير «هربرت صموئيل» اليهودي البريطاني «أول مندوب سامي في فلسطين». وقد اختلف هذا العهد عن جميع العهود السابقة التي مرت بها المسيرة التاريخية للمدينة، فقد طغت الأحداث السياسية في هذا العهد 1917- 1948 م على جوانب الحياة الأخرى للمدينة، كما تميز هذا العهد بتنفيذ المخطط الصهيوني الاستعماري في فلسطين.
وقد بلغ عدد التجمعات اليهودية الجديدة التي أقيمت في قضاء حيفا خلال فترة الانتداب 62 تجمعاً سكنياً. وأصبح اليهود أكثرية في حيفا بعد طرد سكانها الأصليين العرب بعد نكبة الشعب الفلسطيني عام 1948.
ساهمت حيفا - ومعها يافا، كمدينتين فلسطينيتين منفتحتين في تطوير قدرات مواطنيها وتكوين شرائح ونخب مثقفة ومتعلمة لعبت دورًا في قيادة مشاريع سياسية واقتصادية واجتماعية داخل المدينتين وخارجها. حيفا مدينة كوسموبوليتية (عالمية) بيدها مفاتيح الحفاظ على موروثها الثقافي ومنفتحة أمام أفكار معاصرة ومتقدمة وافدة عليها من الغرب.
شهدت المدينتان نشاطًا ثقافيًا خلال فترة الانتداب ما لم تشهده أي مدينة عربية أخرى على المستويين الفلسطيني والعربي. مسارح وصالات عرض السينما وجمعيات أهلية ومدارس راقية ومتقدمة، وفرق كشفية ورياضية وصحف على مستوى راق من الأداء الإعلامي والصحافي، ونشاطات سياسية متمثلة في أحزاب مختلفة أكدت حرية التعبير عن الرأي. عرفت يافا وحيفا كيف تعيش فترتين متناقضتين ومختلفتين وأن تنقل الواحدة مع الأخرى من مرحلة الأتراك إلى مرحلة الإنجليز، سائرتين في طريق التحولات الاقتصادية والاجتماعية والثقافية. إن غياب المدينة الفلسطينية المتمثل بيافا وحيفا ليس بالأمر الهين أو البسيط، إنه غياب ثقافة وحضارة مركزية شكلت ركنًا أساسيًا من وجود الشعب الفلسطيني وتطلعاته نحو المستقبل، هذه التطلعات التي عرف المشروع الصهيوني كيف يقضي عليها عام 1948.
قرار التقسيم

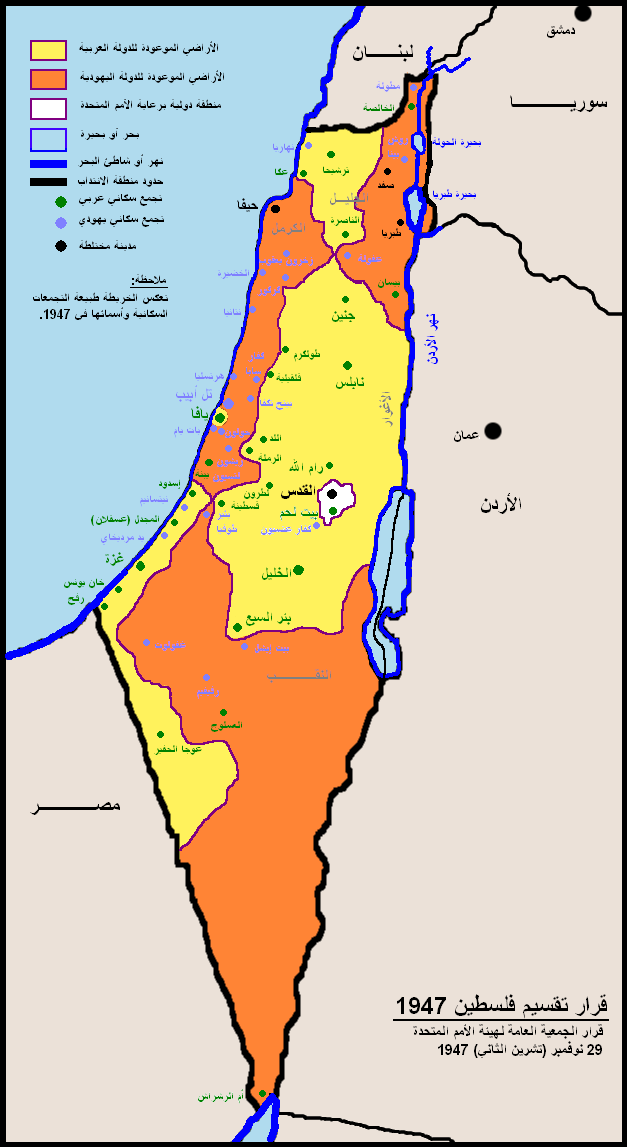
خارطة تقسيم فلسطين عام 1947، تظهر حيفا ضمن المنطقة المحددة لليهود، حيث تم تهييؤها لتكون الميناء الرئيسي للدولة العبرية.

قامت هيئة الأمم المتحدة عام 1947 بمحاولة لإيجاد حل للنزاع العربي/اليهودي القائم على فلسطين، وقامت هيئة الأمم بتشكيل لجنة "UNSCOP" المتألّفة من دول متعدّدة باستثناء الدّول دائمة العضوية لضمان الحياد في عملية إيجاد حلّ للنزاع.
قامت اللجنة بطرح مشروعين لحل النزاع، تمثّل المشروع الأول بإقامة دولتين مستقلّتين، وتُدار مدينة القدس من قِبل إدارة دولية. وتمثّل المشروع الثاني في تأسيس فيدرالية تضم كلا من الدولتين اليهودية والعربية. ومال معظم أفراد لجنة "UNSCOP" تجاه المشروع الأول والرامي لتأسيس دولتين مستقلّتين بإطار اقتصدي موحد. وقامت هيئة الأمم بقبول مشروع لجنة "UNSCOP" الدّاعي للتقسيم مع إجراء بعض التعديلات على الحدود المشتركة بين الدولتين، العربية واليهودية، على أن يسري قرار التقسيم في نفس اليوم الذي تنسحب فيه قوات الانتداب البريطاني من فلسطين.
أعطى قرار التقسيم 55% من أرض فلسطين للدولة اليهودية، وشملت حصّة اليهود من أرض فلسطين على وسط الشريط البحري (من أسدود إلى حيفا تقريبا، ما عدا مدينة يافا) وأغلبية مساحة صحراء النّقب (ما عدا مدينة بئر السبع وشريط على الحدود المصرية). ولم تكن صحراء النّقب في ذاك الوقت صالحة للزراعة ولا للتطوير المدني، واستند مشروع تقسيم الأرض الفلسطينية على أماكن تواجد التّكتّلات اليهودية بحيث تبقى تلك التكتّلات داخل حدود الدولة اليهودية.
ولقد وقعت حيفا ضمن حدود الدولة اليهودية الموعودة حيث قررت لجنة الأمم المتحدة أن تكون المدينة الميناء الرئيسي لهذه الدولة. وفي 21 أبريل 1948 أبلغ الحاكم العسكري البريطاني العرب قرار الجلاء عن حيفا في حين كان قد أبلغ الجانب الصهيوني بذلك قبل أربعة أيام وكان هذا الإعلان إشارة لبدء القوات الصهيونية خطتها في الاستيلاء على المدينة.

### النكبة و«دولة» إسرائيل

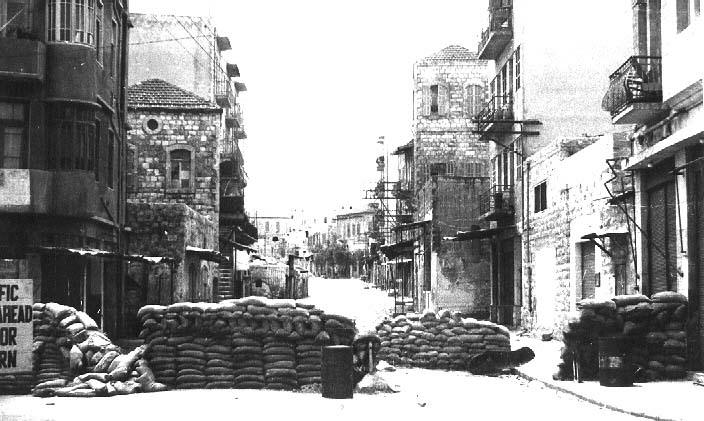
حيفا أثناء حرب 1948.

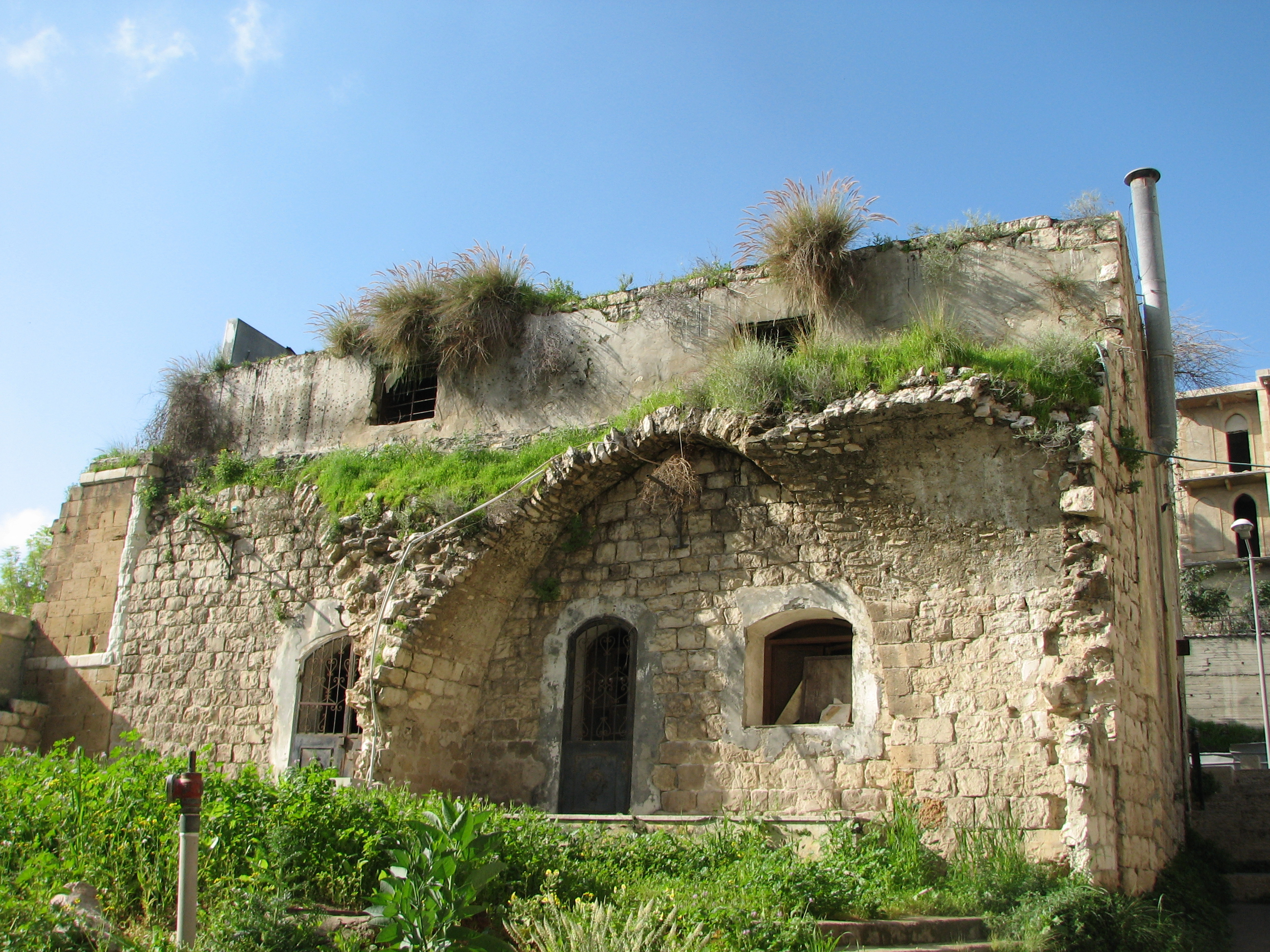
أقدمت إسرائيل بعد النكبة على هدم معظم البلدة القديمة بالمدينة تحت ذريعة التطوير.

في النكبة عام 1948 م، طُرِد وهُجِّر غالبيّة سكان حيفا العرب منها فاستحالوا لاجئين حيث لم يسمح إلا للقليل منهم بالعودة إلى مدينتهم، في حين صادرت «دولة» إسرائيل البيوت العربية التي هجرت من أهلها.
اعتبرت القيادات الصهيونية السياسية والعسكرية أن بقاء مدينتي يافا وحيفا بيد العرب كارثة كبرى للمشروع الصهيوني، لذا فإن تصفية هاتين المدينتين هو في حد ذاته مساهمة كبيرة في نجاح هذا المشروع، وبالتالي يؤدي إلى إضعاف أي محاولة فلسطينية لإعادة بناء المدينة الفلسطينية من جديد. بمعنى آخر فإن تصفية حيفا ويافا هو في حد ذاته تصفية للحياة المدينية الفلسطينية، وتحويل الفلسطينيين في هاتين المدينتين والقرى المحيطة بهما إلى لاجئين ومشردين بعيدين عن مراكز القرار وصنعه وتأثيره.
رعت بلدية حيفا برئاسة شبتاي ليفي ونائبه أبا حوشي (وهو من قياديي الهاجاناه وصاحب علاقة مع العرب في المدينة وخارجها) بهدم مئات البيوت والمباني العربية في معظم الأحياء العربية التي استولت عليها عصابة الهاغاناه وذلك من منطلق منع عودة الحيفاويين إلى مدينتهم، وأيضًا تمّ هدم الحسبة بكاملها وهي المنطقة التي كانت عبارة عن الملجأ الأمين لأهالي حيفا العرب. وهذه الحسبة قد تم بناءها زمن الأتراك، وكانت الحسبة قريبة من بوابة الميناء، لذا فمع القصف زحفت الجموع الغفيرة من الحسبة باتجاه الميناء. واعتبر اليهود طرد الفلسطينيين فرصة ذهبية لتحويل حيفا من مدينة عربية إلى مدينة يهودية شكلاً ومضمونًا. وأصدر بن غوريون أوامره بعدم هدم الأماكن المقدسة لإظهار احترام اليهود لها. بالإضافة إلى كل ذلك، فلم يتم بناء أي حي عربي جديد في حيفا منذ 1948، في حين تمّ بناء المئات من الأحياء اليهودية. ويعتبر السكان العرب الذين بقوا اليوم من أنشط الجماعات الداعية إلى المساواة في إسرائيل، كان من بينهم الكاتب إميل حبيبي، والمؤرخ إميل توما، والكاتب بولس فرح، والمحامي الأرض حنا نقارة، والقائد توفيق طوبي.
في عام 2006، وفي خضم الحرب الإسرائيلية على لبنان، رد حزب الله اللبناني بقصف حيفا بـ 93 صاروخا موقعة العشرات من الإصابات بين الإسرائيليين بين قتيل وجريح، فيما دوت صفارات الإنذار في مختلف مدن شمال إسرائيل بعد سقوط دفعة من صواريخ حزب الله، والذي كان مؤشر على تصعيد نوعي لعمليات المقاومة ضد إسرائيل. كما أوضح الحزب في بيان له أن ذلك القصف جاء ردا على الاعتداءات الإسرائيلية التي طالت مختلف المناطق اللبنانية وخصوصا بعض مناطق العمق، وارتكابها لمجازر فيها. يُشار بالذكر إلى أن المدينة قد شهدت قصفا بصواريخ عربية سابقا، وتحديدا في حرب الخليج الثانية عام 1991، عندما قام العراق بقصف عدة مواقع إسرائيلية في حيفا وتل أبيب ومدن أخرى بعدة صواريخ سكود.

### عملية طوفان الأقصى
بعد إطلاق فصائل المقاومة الفلسطينية عملية طوفان الأقصى في السابع من أكتوبر 2023، وخلال اليوم الخامس بتاريخ 11 أكتوبر من المعركة أعلنت كتائب الشهيد عز الدين القسام الذراع العسكري التابعة لحركة حماس عن قصفها لمدينة حيفا بصاورخ من نوع «R160». وبعد مجزرة مستشفى المعمداني التي نفذها جيش الاحتلال الإسرائيلي، أعلنت كتائب القسام مجددًا عن إطلاق صاروخ من نفس النوع تجاه حيفا وذلك بتاريخ 17 أكتوبر 2023، وأكدت أنه جاء: «ردًا على المجازر بحق المدنيين».
وبتاريخ 25 أكتوبر أطلق القسام أيضًا صاروخ من نفس النوع ردًا على المجازر التي ترتكبها إسرائيل بحق المدنيين في غزة، وقال جيش الاحتلال الإسرائيلي بأن هناك «صاروخ أطلق من غزة وانفجر في الجو في منطقة جبال الكرمل قرب حيفا». في حين أعلنت المقاومة الإسلامية في العراق قصف أهداف حيوية في حيفا أكثر من مرة وذلك إسنادًا لغزة، وفي 4 سبتمبر 2024 أعلن جيش الاحتلال الإسرائيلي عن اعتراض عدد من المسيرات قادمة من العراق، وذلك تزامنًا مع إعلان المقاومة العراقية ضرب هدف في حيفا. كما قامت جماعة أنصار الله الحوثيون بتنفيذ عدة هجمات بعددٍ من المسيرات والصواريخ في عمليات مشتركة مع المقاومة الإسلامية في العراق على ميناء حيفا واستهداف بعض السفن، فيه حسب إعلانها، وذكرت في وقت لاحق أنها هاجمت أهداف حيوية في حيفا بعدد من الصواريخ المجنحة وأكدت الجماعة أن العملية حققت أهدافها بنجاح.

#### ضربات حزب الله
بعد انفجار أجهزة النداء في لبنان، والغارة الإسرائيلية التي نفذت على بيروت، وفي 22 سبتمبر 2024، يوم الأحد استهدف حزب الله قاعدة رمات ديفيد الجوية لأول مرة منذ 2006 بعشرات من صواريخ «فادي1» و«فادي2»، كما انطلقت صواريخ أخرى لضرب أهداف في العفولة والناصرة. تم استهداف أيضًا مجمعات صناعات عسكرية تابعة لشركة «رافاييل»، ردًا على تفجير الأجهزة في لبنان، وجرت الهجمات على ساعات مختلفة. وكانت إسرائيل قبلها بيوم، قد أغلقت الشواطئ وعلقت الدراسة تزامنًا مع التصعيد بالجبهة الشمالية. نقلت صحيفة معاريف الإسرائيلية عن تضرر 12 منزل في كريات بياليك واحتراق بعض السيارات، ونُقل عن اندلاع حرائق قرب حيفا إثر سقوط صواريخ، وإصابة عدد من المستوطنين، وأعلن الجيش الإسرائيلي عن رصد إطلاق 100 صاروخ وقذيفة تجاه الجليل وجنوب حيفا.

## الجغرافيا

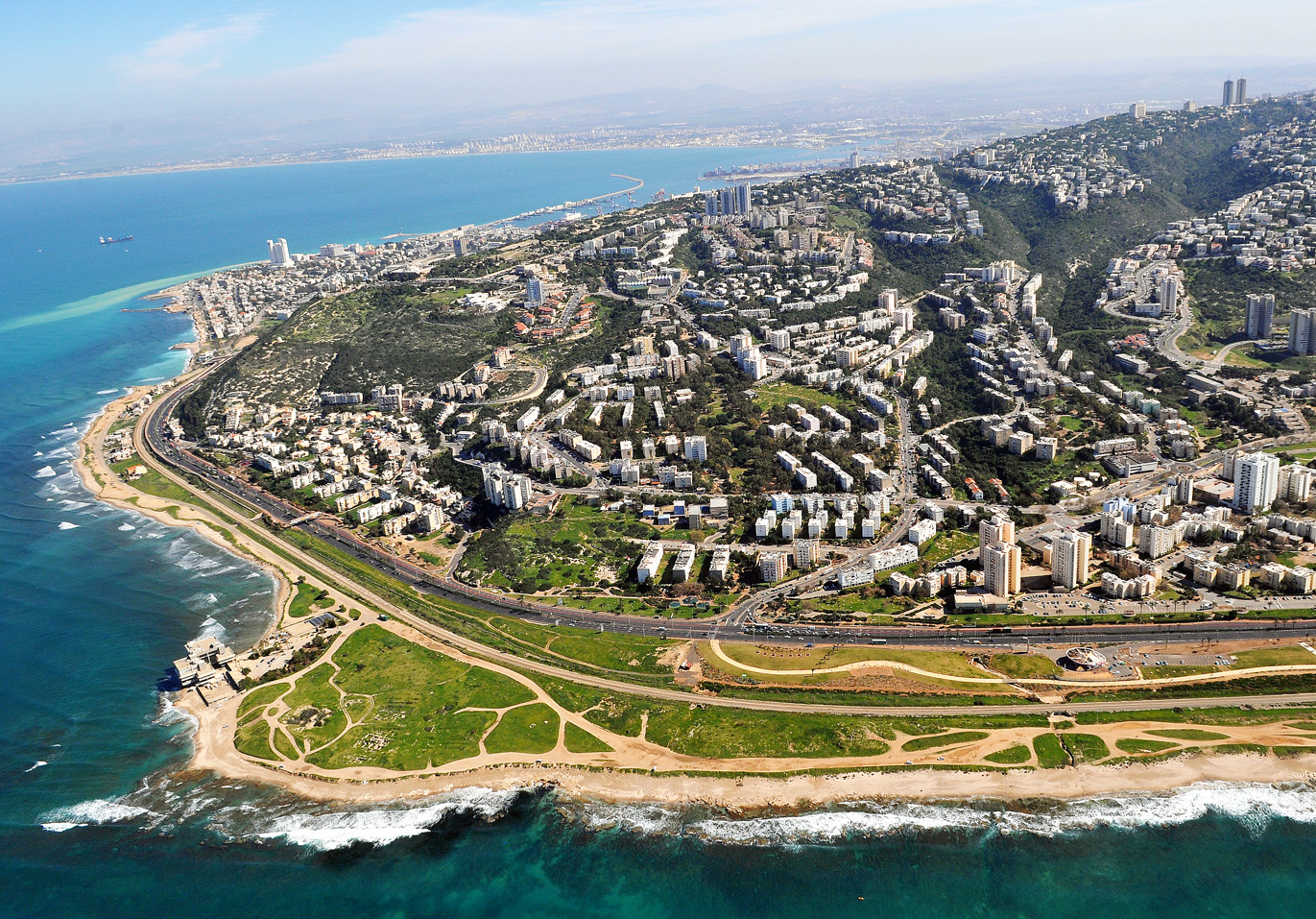
تتميز حيفا بطبيعتها الجبلية.

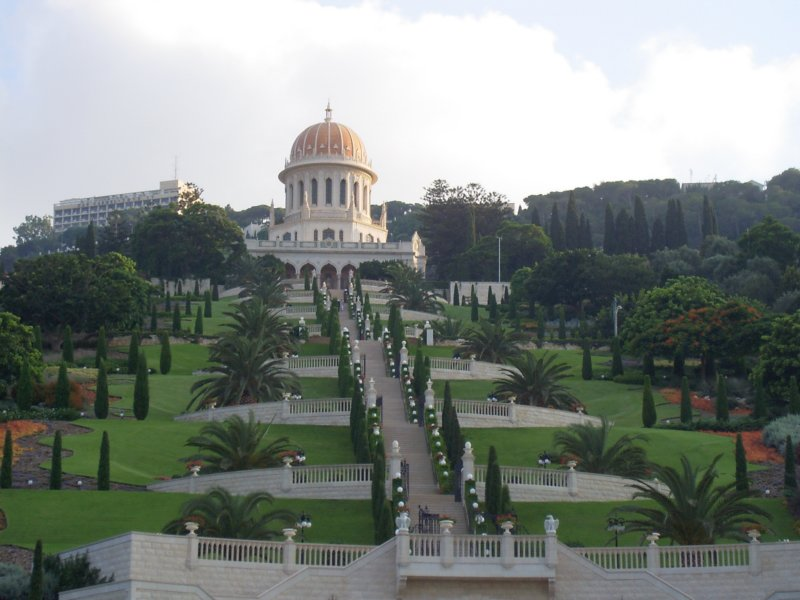
حدائق البهائيين على سفح جبل الكرمل.

تقع مدينة حيفا على الشاطئ الجنوبي لخليج عكا، وتنتشر عند السفح الشمالي لجبل الكرمل، والساحل الشرقي للبحر الأبيض المتوسط، وبالتحديد عند خط عرض 49,32ْ، شمالاً وخط طول 35ْ شرقاً. ويحيط بها البحر الأبيض المتوسط والسهل الساحلي وجبل الكرمل الذي يرتفع 546 م عن سطح البحر في جزئه الأعلى. وتبعد عن القدس حوالي 158 كم إلى الشمال الغربي.
إن موقع حيفا المميز أكسبها أهمية كبرى طوال فترات تاريخها. فأصبحت تمثل عقدة مواصلات برية وبحرية، لكونها نقطة تقاطع يرتبط من خلالها البر بالبحر والسهل بالجبل والشمال بالجنوب والشرق بالغرب. فإلى الجنوب يؤدي السهل الساحلي في اتجاه يافا وغزة ومصر، وإلى الشمال يصلها بعكا ورأس الناقورة فلبنان، ومن الشرق يمنحها السهل المحصور بين جبال الكرمل الساحلية ممرًا إلى مرج ابن عامر ومنه شرقاً إلى الضفة الغربية فالأردن. تقع المدينة على خليج حيفا الذي يبدأ عند الخط الواصل بين جبل الكرمل والبحر وينتهي شمالًا عند مدينة عكا.
تمتاز حيفا من ناحية طبيعية بتوفر الخامات المعدنية والمياه الجوفية والسطحية والتربة الزراعية والثروة السمكية. إن ما وصلت إليه مدينة حيفا من تقدم وتطور في المجالات الحياتية المختلفة، إنما يعود لموقعها الجغرافي-الطبيعي.

### التضاريس

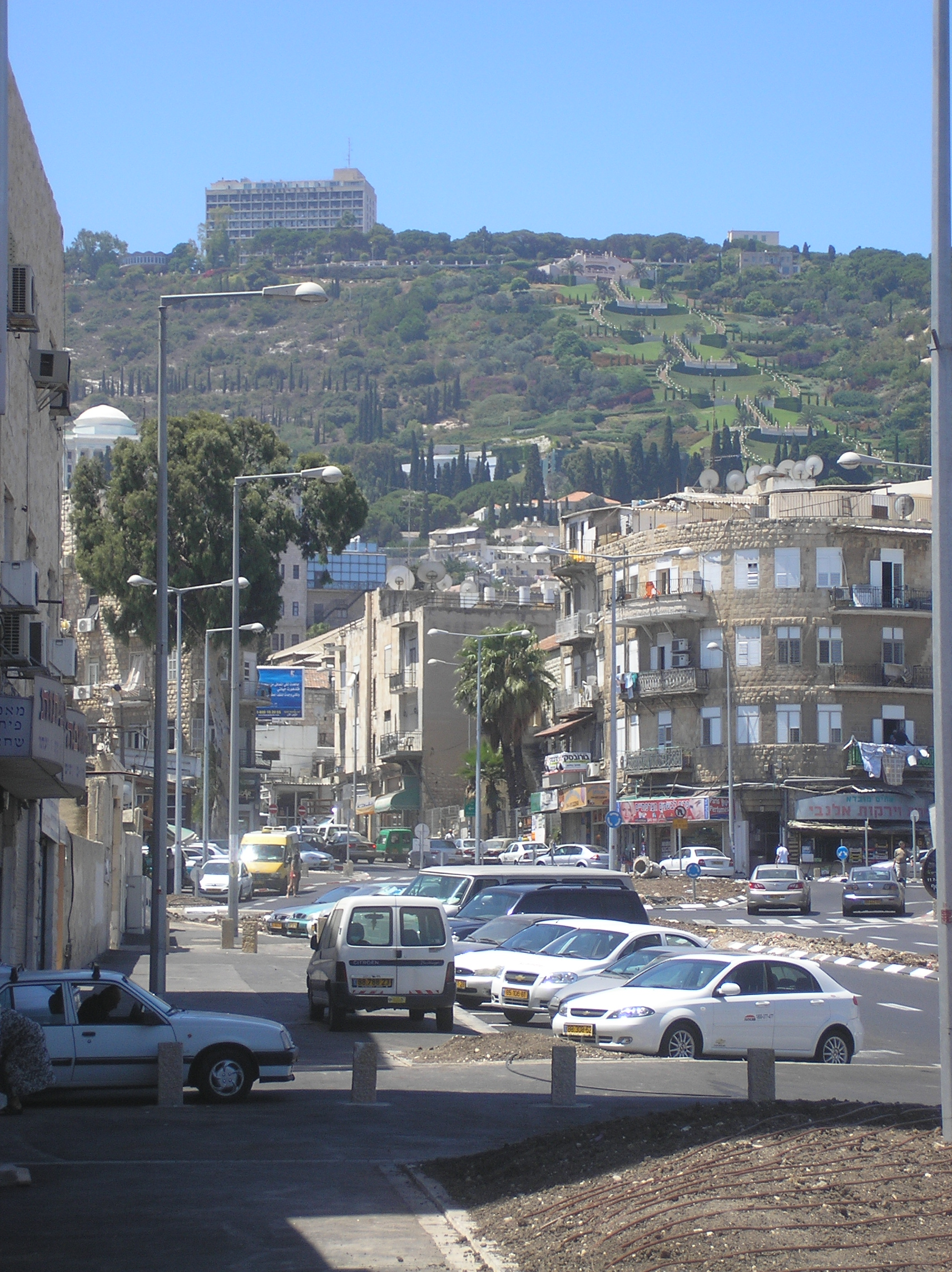
وادي النسناس (جزء من البلدة التحتى)، وهو أحد الأحياء العربية القليلة في المدينة.

تتجزأ المدينة إلى ثلاث طبقات ارتفاع:
- البلدة التحتى (أو المدينة السفلى، بالعبرية «هاعير هاتحتيت»)، وهي المركز التجاري والصناعي، والتي تضم الميناء.
- الطبقة الوسطى، التي تمتد على منحدر جبل الكرمل وتضم الأحياء السكنية الأقدم.
- المدينة العليا، التي تضم الأحياء الجديدة المشرفة على عموم المدينة. يوجد موقع المؤتمر، أي أوديتوريوم حيفا و«مركز الكرمل» في هذا الجزء من مدينة حيفا. من هذا الارتفاع يمكن الإشراف باتجاه الشمال على كافة أنحاء الجليل الغربي حتى رأس الناقورة على الحدود اللبنانية. وكذلك يمكن توجيه النظر إلى الشمال الشرقي حيث يمكن أحياناً رؤية جبل الشيخ.

يحتوي الساحل الموازي لحيفا على العديد من شواطئ السباحة. وثمة بضعة أودية تشق جبل الكرمل، وعلى رأسها ثلاثة: وادي لوطم ووادي السياح ووادي عميق. وتشكل هذه الأودية الثلاثة ممرات تعبر مدينة حيفا من شاطئ البحر إلى رأس جبل الكرمل. وتُوجد في هذه الأودية مسارات منظمة للمتجولين الراغبين في التمتع بالطبيعة البرية التي تتميز بها المنطقة، إذ تشمل حيوانات مثل الخنازير البرية وابن آوى الذهبي والنمس المصري والحرباء وغيرها. فرغم توسع المناطق المعمرة من المدينة، لا تزال حيفا تحتوي على معالم طبيعية كثيرة وجذابة، قريبة جدًا من المناطق السكنية.

### مناطق المدينة

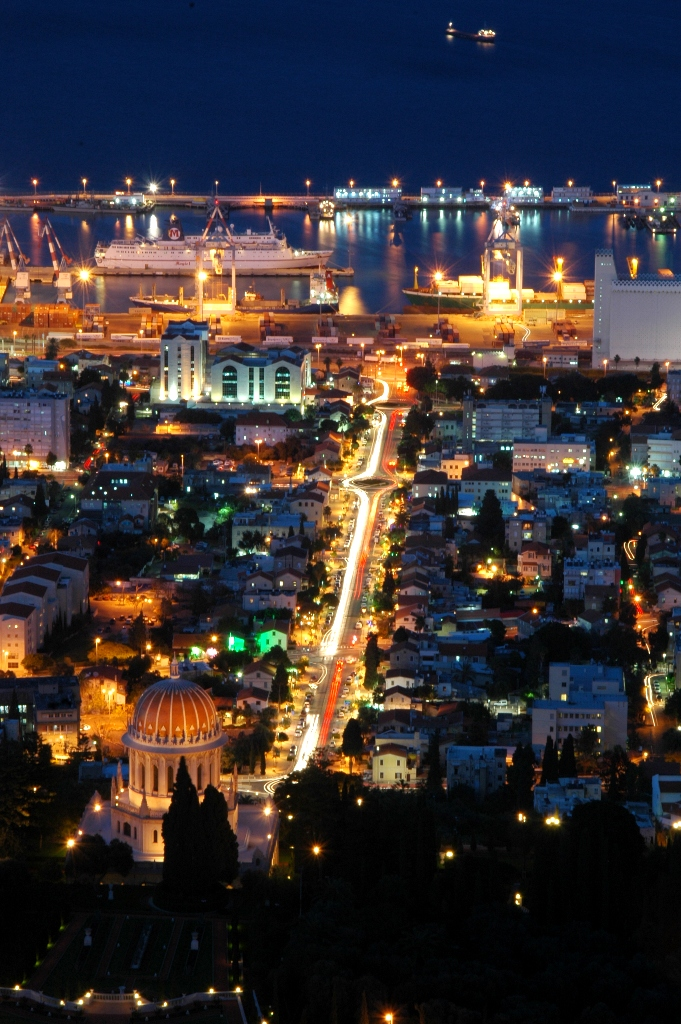
وسط المدينة التجاري ليلا.

تعتبر أحياء وادي النسناس وعباس ومحطة الكرمل والكبابير والحليصا ووادي الجمال ووادي الصليب الأحياء العربية التي بقيت بعد النكبة، أو التي تحوي نسبة كبيرة من العرب. ولقد عملت بلدية حيفا بعد النكبة على إنشاء الكثير من الأحياء الأخرى للمستعمرين اليهود.

### المناخ
المناخ السائد في حيفا هو مناخ متوسطي يتميز بصيف حار غير ماطر. فتهطل الأمطار بعمومها في الشتاء الذي يسوده طقس بارد نسبياً. وبدقة أكبر، يحدث الهطول في الفترة ما بين شهر تشرين الأول (أكتوبر) وأيار (مايو) وتبلغ كميته 629 مم سنوياً بالمعدل. ويرتفع معدل درجات الحرارة في حيفا إلى 26 درجة مئوية في الصيف و12 درجة مئوية في الشتاء. نادراً ما تهطل الثلوج في حيفا ولكن درجات الحرارة قد تنخفض في ذروة الشتاء إلى 6 درجات مئوية في ساعات الفجر. أما نسبة الرطوبة فتكون مرتفعة على مدار السنة، مما يؤدي أحياناً إلى ظروف غير مريحة عند بلوغ الحرارة درجتها القصوى عند ساعات الظهر في ذروة الصيف.

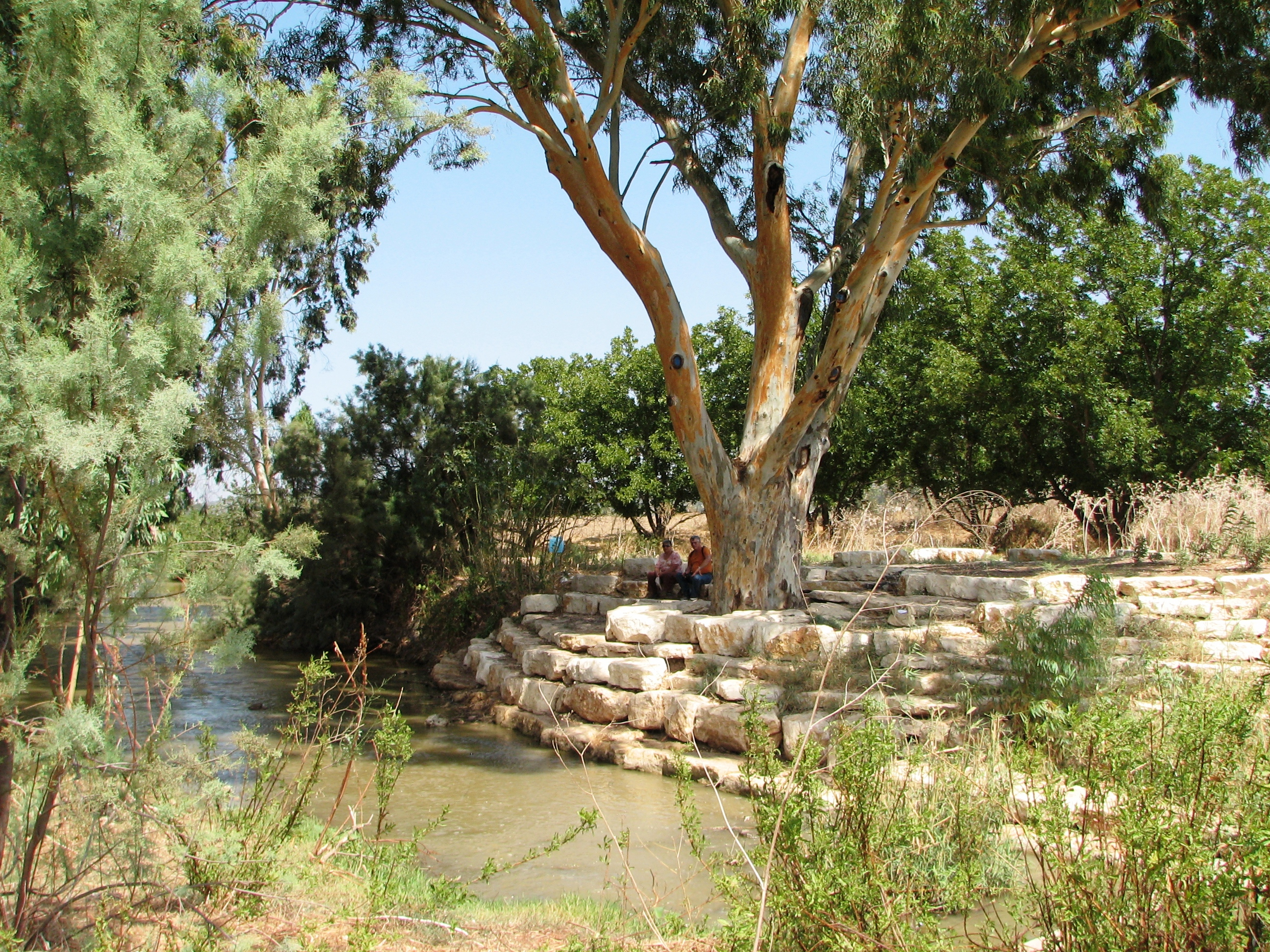
الربيع في ريف حيفا.

| البيانات المناخية لـحيفا     | البيانات المناخية لـحيفا | البيانات المناخية لـحيفا | البيانات المناخية لـحيفا | البيانات المناخية لـحيفا | البيانات المناخية لـحيفا | البيانات المناخية لـحيفا | البيانات المناخية لـحيفا | البيانات المناخية لـحيفا | البيانات المناخية لـحيفا | البيانات المناخية لـحيفا | البيانات المناخية لـحيفا | البيانات المناخية لـحيفا | البيانات المناخية لـحيفا |
| الشهر                        | يناير                    | فبراير                   | مارس                     | أبريل                    | مايو                     | يونيو                    | يوليو                    | أغسطس                    | سبتمبر                   | أكتوبر                   | نوفمبر                   | ديسمبر                   | المعدل السنوي            |
| ---------------------------- | ------------------------ | ------------------------ | ------------------------ | ------------------------ | ------------------------ | ------------------------ | ------------------------ | ------------------------ | ------------------------ | ------------------------ | ------------------------ | ------------------------ | ------------------------ |
| متوسط درجة الحرارة الكبرى °ف | 64.4                     | 64.2                     | 70.0                     | 77.5                     | 77.7                     | 83.3                     | 88.7                     | 88.0                     | 86.5                     | 80.4                     | 77.5                     | 69.4                     | 77.3                     |
| متوسط درجة الحرارة الصغرى °ف | 51.3                     | 50.9                     | 54.1                     | 59.4                     | 63.3                     | 71.2                     | 75.7                     | 78.1                     | 73.2                     | 64.8                     | 59.5                     | 54.9                     | 63.0                     |
| الهطول إنش                   | 6.9                      | 4.3                      | 1.6                      | 1.0                      | 0.2                      | 0                        | 0                        | 0                        | 0.1                      | 0.9                      | 3.7                      | 7.3                      | 26                       |
| متوسط درجة الحرارة الكبرى °م | 18.0                     | 17.9                     | 21.1                     | 25.3                     | 25.4                     | 28.5                     | 31.5                     | 31.1                     | 30.3                     | 26.9                     | 25.3                     | 20.8                     | 25.2                     |
| متوسط درجة الحرارة الصغرى °م | 10.7                     | 10.5                     | 12.3                     | 15.2                     | 17.4                     | 21.8                     | 24.3                     | 25.6                     | 22.9                     | 18.2                     | 15.3                     | 12.7                     | 17.2                     |
| الهطول مم                    | 175                      | 109                      | 41                       | 25                       | 5                        | 0                        | 0                        | 0                        | 3                        | 24                       | 94                       | 185                      | 661                      |
| المصدر:                      |                          |                          |                          |                          |                          |                          |                          |                          |                          |                          |                          |                          |                          |

## السكان

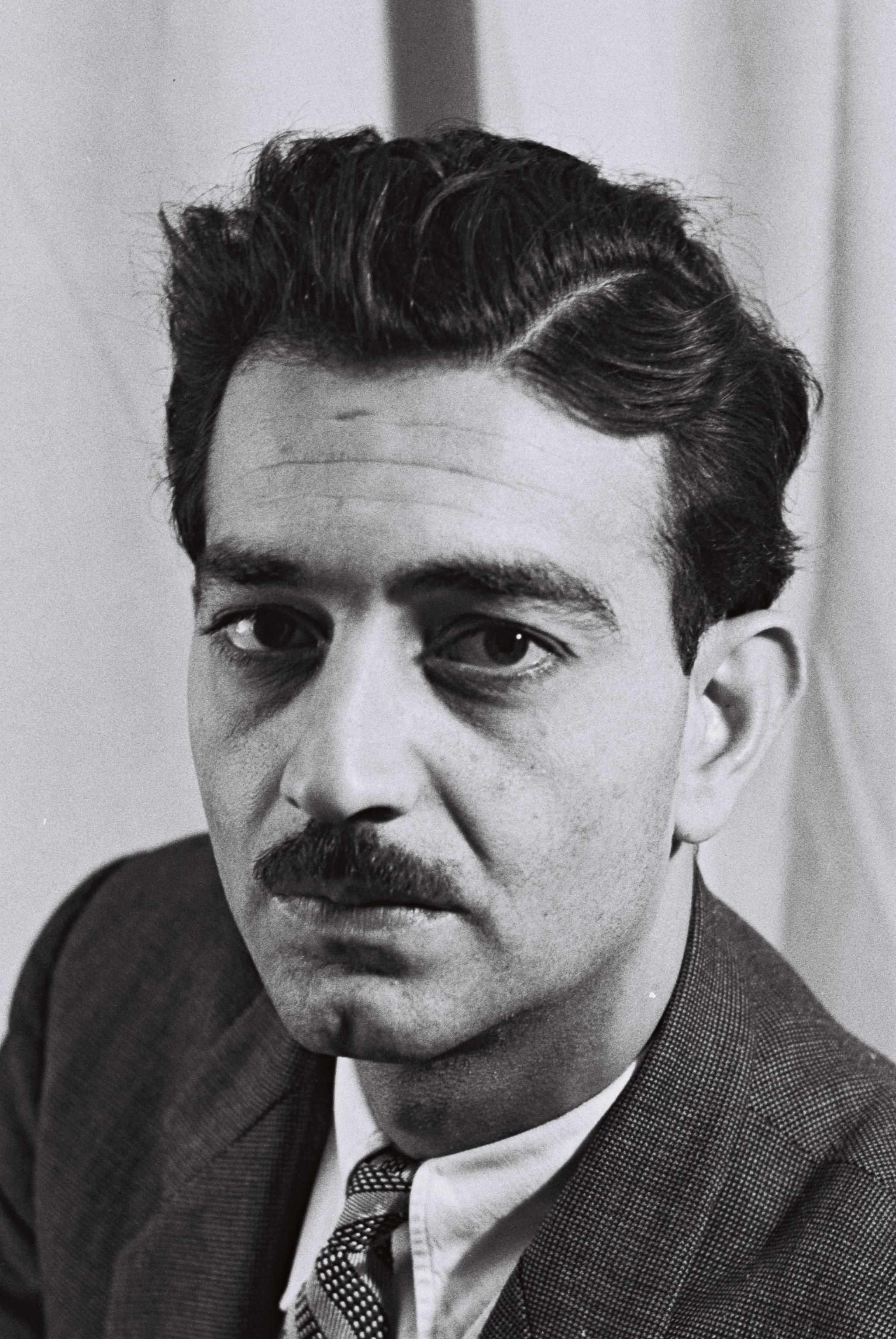
إميل حبيبي، من أعلام حيفا، ومن أشهر الكتّأب الفلسطينيين.

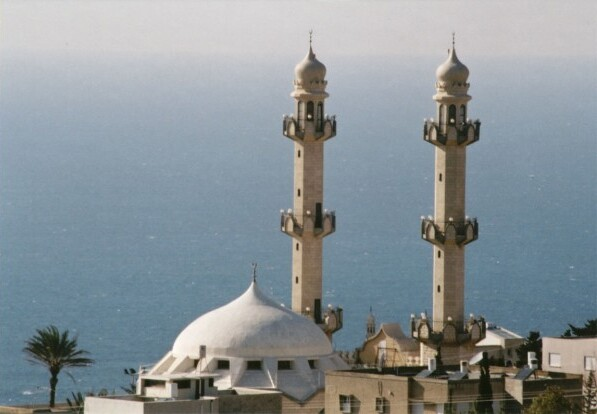
مسجد الكبابير، تابع للجماعة الأحمدية. تم تشييده في عام 1931.

بلغ عدد سكان المدينة نحو 284 ألف نسمة حتى منتصف عام 2023 - وفقا لإحصائيات مؤسسة التأمين الوطني. وتُعتبر حيفا اليوم من المدن المختلطة سكّانياً في إسرائيل. يشكل اليهود من هؤلاء السكان الغالبية، بعد تهجير معظم سكان المدينة العرب (المسلمين والمسيحيين)، وإحلال المهاجرين اليهود من كل أنحاء العالم مكانهم بعد النكبة عام 1948، بالإضافة إلى اليهود الموجودين أصلا في حيفا. ووفقًا لدائرة الإحصاء الإسرائيليّة (نهاية عام 2021م) بلغت نسبة اليهود في المدينة قرابة 88%، وبلغت نسبة العرب قرابة 12%.
يشار إلى أن المسيحيين في حيفا ينتمون إلى عدة طوائف أهمها الروم الكاثوليك، حيث تعتبر حيفا مقر مطرانية الروم الكاثوليك في الجليل، والأرثوذكس، بالإضافة إلى الموارنة، والذين يعود أول ذكر لوجودهم في حيفا لسنة 1677م. إلى جانب الأرمن والطوائف البروتستانتية. تُميل المجتمعات العربية المسيحية في حيفا إلى أن تكون أكثر ثراءً وأفضل تعليماً مقارنة بغيرها من المجتمعات العربية في أماكن أخرى في إسرائيل.
كما ينتمي البعض الآخر إلى أديان وطوائف أخرى كالبهائيين، الذين يعتبرون حيفا مكانًا مقدسًا ومقصدًا للحج منذ 1860. ويقطن أيضًا في حيفا الجماعة الأحمدية ويتمركز أغلبهم في حي الكبابير، وتقدر أعدادهم بحوالي 2,200 نسمة. وتقطن في حيفا بعض العائلات الدرزية (حوالي 280 شخص) تعود أصول معظمهم إلى دالية الكرمل وعسفيا.
حيفا هي مركز الثقافة الليبرالية العربية، كما كانت تحت الحكم الانتداب البريطاني. الأحياء العربية، المختلطة والتي يسكنها كل من المسلمين والمسيحيين، تقع في المناطق المنخفضة القريبة من البحر، بينما ترتفع الأحياء اليهودية. تطورت الحياة الثقافية العربية النشطة في القرن الحادي والعشرين. ووفقاً لصحيفة نيويورك تايمز بدأت النهضة العربية الليبرالية الحديثة في حيفا في عام 1998. وتم افتتاح المزيد من المطاعم والحانات والمقاهي والنوادي الليلية المملوكة للعرب في حي الألمانية والبلدة التحتى، مع إشارات ترحيبة بجميع الناس باللغات العربية والإنجليزية وأحياناً بالعبرية.
قبل النكبة
كانت حيفا تُعتبر ثالث أكبر مدن فلسطين التاريخية بعدد السكان، أيام الانتداب البريطاني على فلسطين. ولقد تطور عدد سكان المدينة من 10,447 نسمة عام 1916 إلى 24,634 نسمة عام 1922، و50,483 نسمة عام 1931، و99,090 نسمة عام 1938، و138,300 نسمة عام 1945.
وكان عدد السكان قبل النكبة وسقوط المدينة بيد المنظمات اليهودية عام 1948، يقارب 150,000 نسمة - يتوزعون بين 70,000 عرب (نصفهم من المسلمين والنصف الآخر من المسيحيين)، وحوالي 80,000 من اليهود المهاجرين. وتعود زيادة نسبة اليهود إلى العرب في تلك الفترة لقيام الوكالة اليهودية بتركيز هجرة يهود العالم إلى فلسطين في حيفا طيلة ثلاثة عقود سبقت تاريخ النكبة لأهميتها الإستراتيجية وموقعها.
بعد النكبة

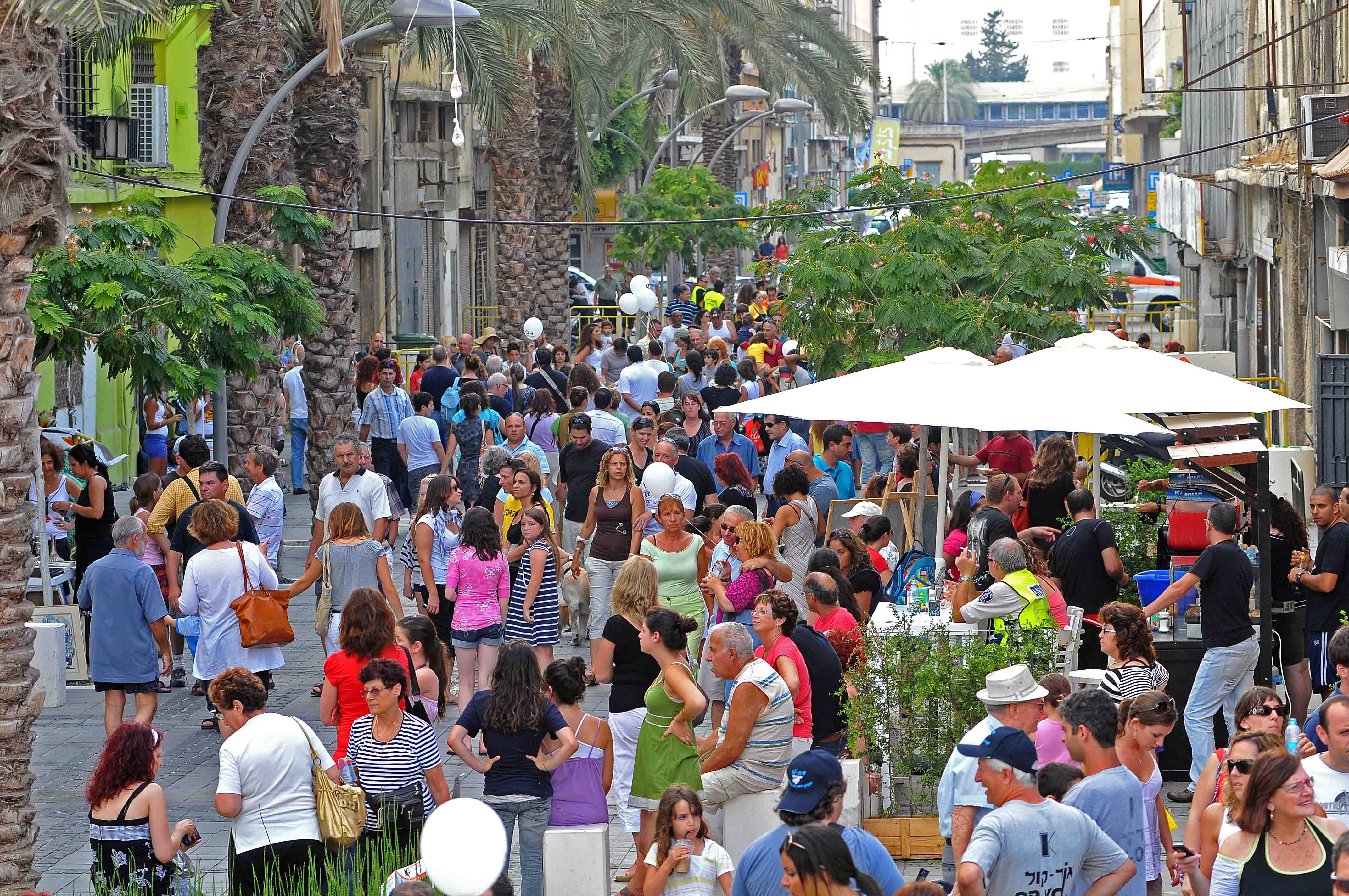
المدينة اليوم مختلطة، تسكنها غالبية يهودية من المهاجرين، مع أقلية عربية (مسيحية ومسلمة) وآخرون - هُجّر معظمهم في النكبة.

هبط مجموع سكان حيفا في أواخر عام 1948 إلى 97,544 نسمة بسبب الاحتلال الإسرائيلي للمدينة وطرد السكان العرب منها (الذين أصبح عددهم 2,500 نسمة في حيفا بعد النكبة)، فأصبح اليهود يؤلفون بعد رحيل معظم العرب 96% من عدد سكان المدينة. وفي نهاية 1950 زاد عدد سكان حيفا بفعل تدفق المهاجرين اليهود للإقامة فيها فوصل إلى 140,000 نسمة. وأخذت المدينة تنمو باطراد بعدئذ. ففي عام 1952 كان عدد سكانها أكثر من 150,000 نسمة وفي عام 1955 وصل إلى 158,700 نسمة، ثم زاد إلى 183,000 نسمة عام 1961، وإلى 209,900 نسمة عام 1967، ووصل إلى 225,800 نسمة عام 1973. وفي عام 2021 بلغ عدد السكان 282,832 نسمة.
يُشكل العرب اليوم ما نسبته 10% من السكان في حيفا (أي حوالي 40,000 نسمة)، نتيجة للهجرة العكسية لليهود من حيفا إلى دول أخرى، ولزيادة معدل الخصوبة للأسر العربية مقارنة بالأسر اليهودية. ووفقاً لصحيفة نيويورك تايمز يبلغ عدد السكان العرب في المدينة حوالي 30 ألف نسمة، أي حوالي 10% من السكان، وينقسمون بأعدادًا متساوية من المسلمين والمسيحيين، وهم عمومًا أكثر ثراءاً وأفضل تعليماً من العرب في أماكن أخرى في إسرائيل. في عام 2018 ضمت مدينة حيفا على ثاني أكبر تجمع مسيحي في إسرائيل، بعد مدينة الناصرة، حيث يعيش فيها حوالي 15,800 مسيحي. وبحسب إحصائيات عام 2021، فإن 12.2% من مُجمل السكان هم عرب، 49.9% من العرب مسلمون، 48.4% مسيحيون و1.4% دروز. يتركز سكان حيفا العرب بشكل أساسي في أحياء البلدة التحتى: وادي النسناس والمستعمرة الألمانية وعبّاس في الغرب (المسيحيون) والحليصة في الشرق (المُسلمون)، كما يسكن العرب في حي وادي جمال والكرمة والكبابير، وتوجد هجرة للأكاديميين والمثقفين العرب إلى مدينة حيفا.
الجدول الآتي يُظهر عدد سكان مدينة حيفا في فترات مختلفة عبر العقود المنصرمة:

## النقل والمواصلات

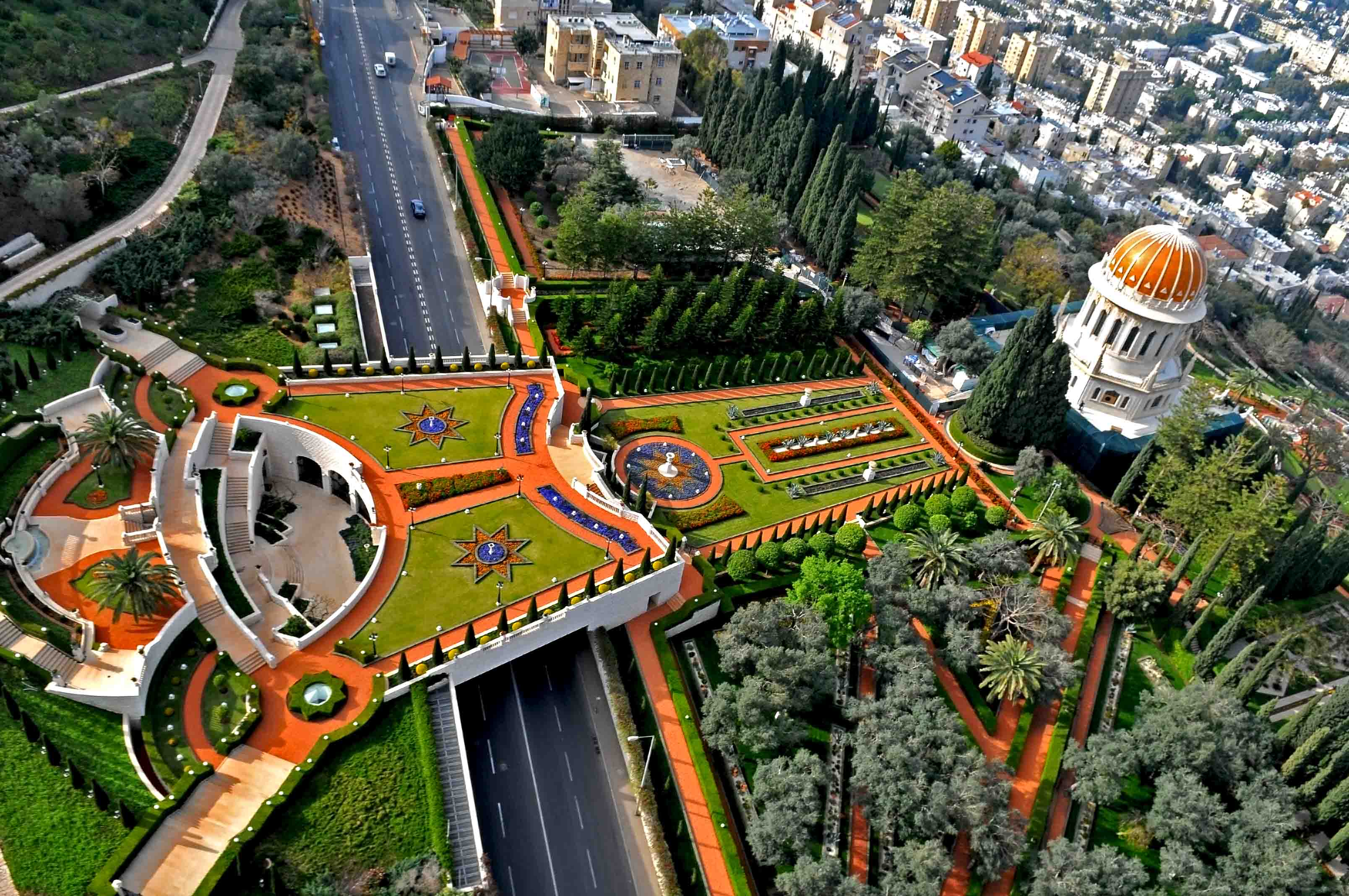
أحد شوارع حيفا في الكرمل.

لقد ساهم الموقع الجغرافي- الطبيعي لمدينة حيفا في تزايد أهميتها التجارية، وتطور شبكة المواصلات البحرية والبرية، فميناء حيفا يعتبر اليوم من أكبر موانئ سواحل البحر المتوسط. وكذلك ترتب على موقع المدينة تطور شبكة المواصلات البرية التي تربط المدينة بأجزاء ظهيرها في فلسطين وبقية مناطق المشرق العربي، ففي عام 1905، ارتبطت حيفا مع دمشق بخط سكة حديد الحجاز، وفي عام 1918 اتصلت بمصر بخط سكة حديد آخر. وفي عام 1933 أصبح ميناء حيفا يستقبل النفط العراقي عبر خط أنابيب الموصل-حيفا النفطي يبدأ من حقول نفط كركوك في شمال العراق. وفي عام 1940 ارتبطت حيفا خطوط السكك الحديدية الفلسطينية الذي ربطها ببيروت. وهكذا تطورت حيفا لتصبح مركز نقل إستراتيجي، فأصبحت المقر الرئيسي لخطوط سكة الحديد، وموقع المرفأ للسفن عابرة المحيطات.
القطارات

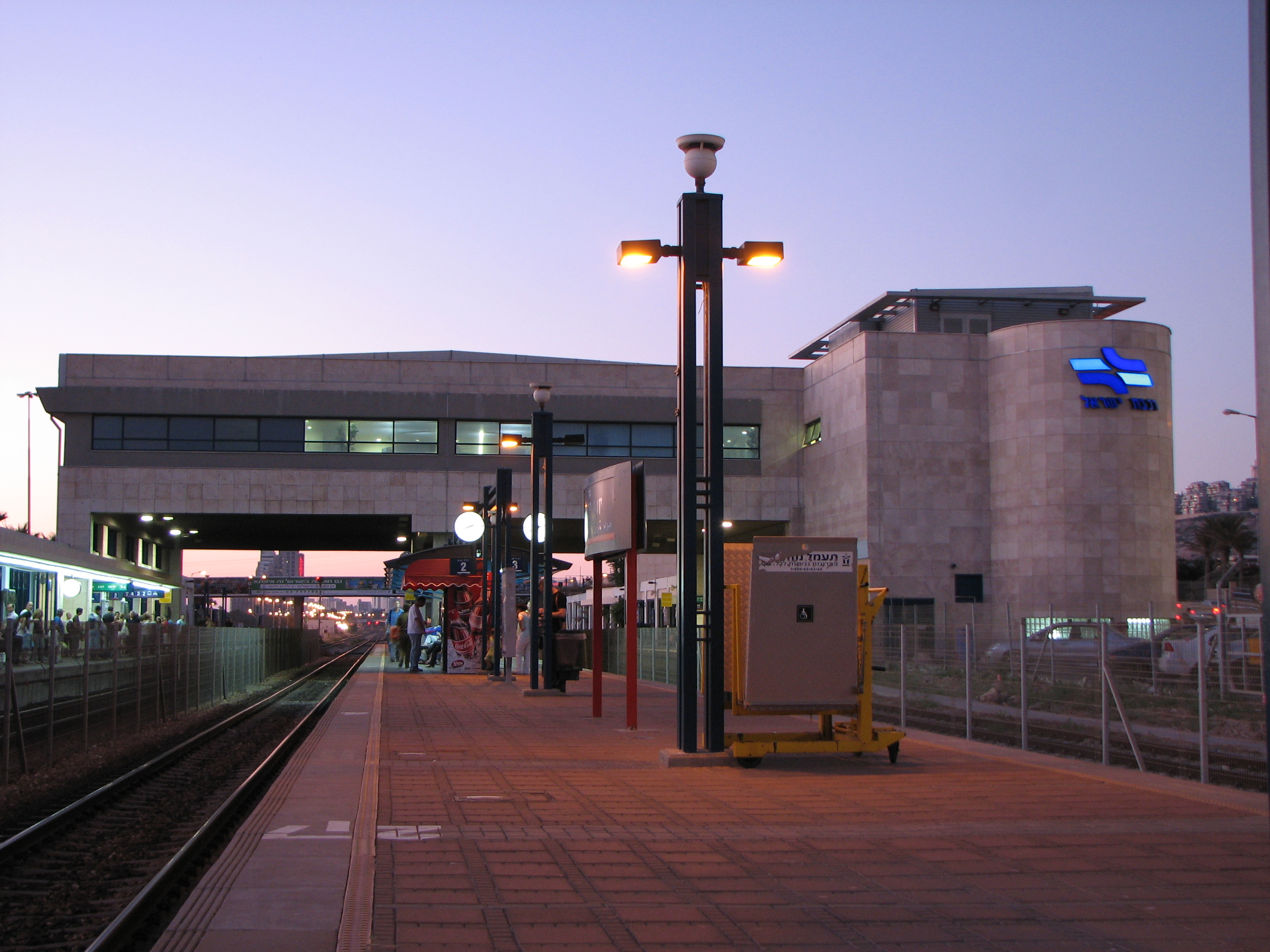
محطة قطارات الكرمل بحيفا.

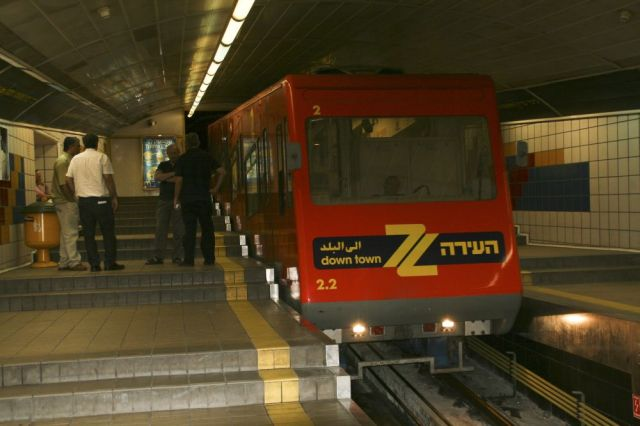
"الكرمليت" أحد وسائل النقل في المدينة.

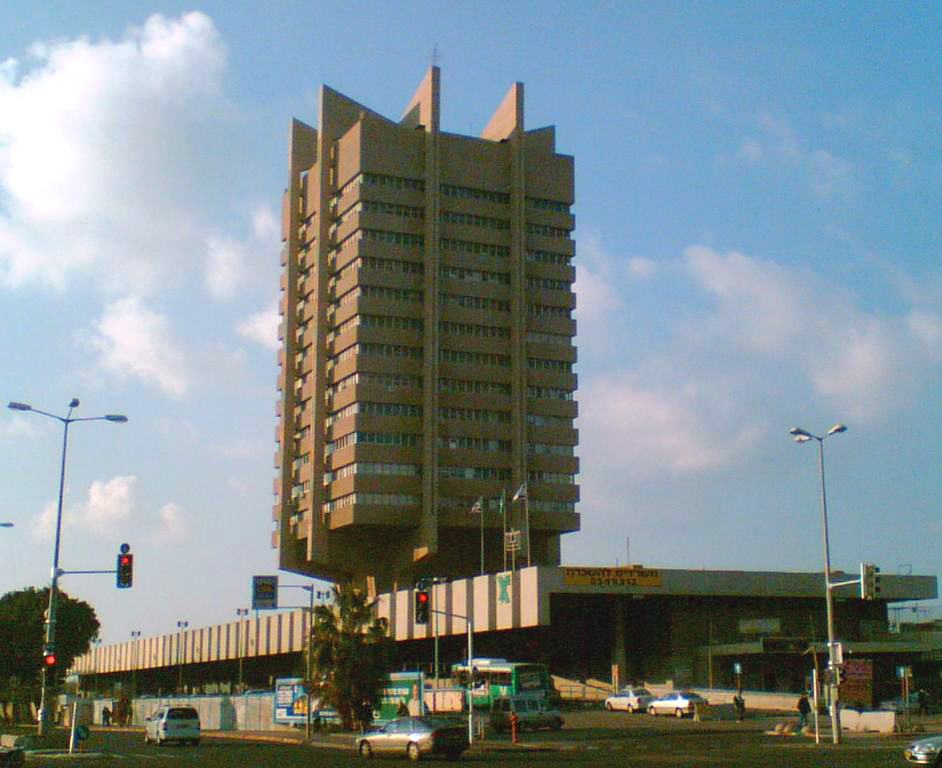
مبنى شركة "إيغد" المسؤولة عن خدمة الحافلات في حيفا.

توجد في مدينة حيفا ست محطات قطار منتشرة على امتداد السكة الحديدية الساحلية. وتكون أسماء هذه المحطات (من الجنوب إلى الشمال) كما يلي: حيفا − شاطئ الكرمل (حوف هكرميل)، حيفا − بات غاليم، حيفا − ميركاز هشموناه، قلب الخليج (ليڤ هميفراتس)، حوتسوت هميفراتس، كريات حاييم.
يُشار بالذكر إلى أن محطة القطار الحيفاوية المركزية الأولى، والتي كانت تعرف باسم «حيفا − شرق»، غير ناشطة حالياً حيث تم تحويلها إلى متحف يُكرَّس لتأريخ خدمات القطار في البلاد، بعد أن كانت من أهم محطات القطارات في فلسطين أيام الانتداب البريطاني حتى حرب 1948.
خط القطار القطري المركزي هو الخط الساحلي الواصل بين تل أبيب - يافا ومدينة نهاريا القريبة من الحدود الشمالية اللبنانية. هناك كذلك عدد من الخطوط الفرعية، يصل أحدها إلى مطار بن غوريون الدولي المجاور لمدينة اللد الواقعة إلى الجنوب الشرقي لمدينة تل أبيب - يافا.
يمكن الوصول بالقطار من حيفا مباشرة إلى المدن التالية: شمالاً إلى كريات موتسكن وعكا ونهاريا، جنوباً إلى بنيامينا وتل أبيب يافا واللد وكريات غات ومدينة بئر السبع في وسط النقب. تتوقَّف خدمة القطار مساء الجمعة من كل أسبوع في جميع أنحاء البلاد وتستأنف مساء السبت.
الحافلات
بعد حرب 1948، أصبحت شركة «إيغد» الشركةَ المسؤولة عن خدمة الحافلات في مدينة حيفا. ثمة محطتان مركزيتان لخطوط الحافلات: «هميفراتس» (المجاورة لمحطة القطار «ليڤ هميفراتس») و«حيفا − حوف هكرميل» (المجاورة لمحطة القطار التي تحمل نفس الاسم). خلافا للعادة في معظم المدن الأخرى في البلاد، لا تعطل خدمة الحافلات داخل المدينة من مساء الجمعة إلى مساء السبت (العطلة الأسبوعية اليهودية)، وهذا بفضل تسوية خاصة وافق عليها أبناء طوائف المدينة قبل عشرات الأعوام ولا تزال سارية المفعول. بالإضافة إلى الحافلات، هناك خدمة سيارات الأجرة التي تُقدَّم الخدمة في حيفا على يد عدد من المحطات الرئيسية.

## الاقتصاد

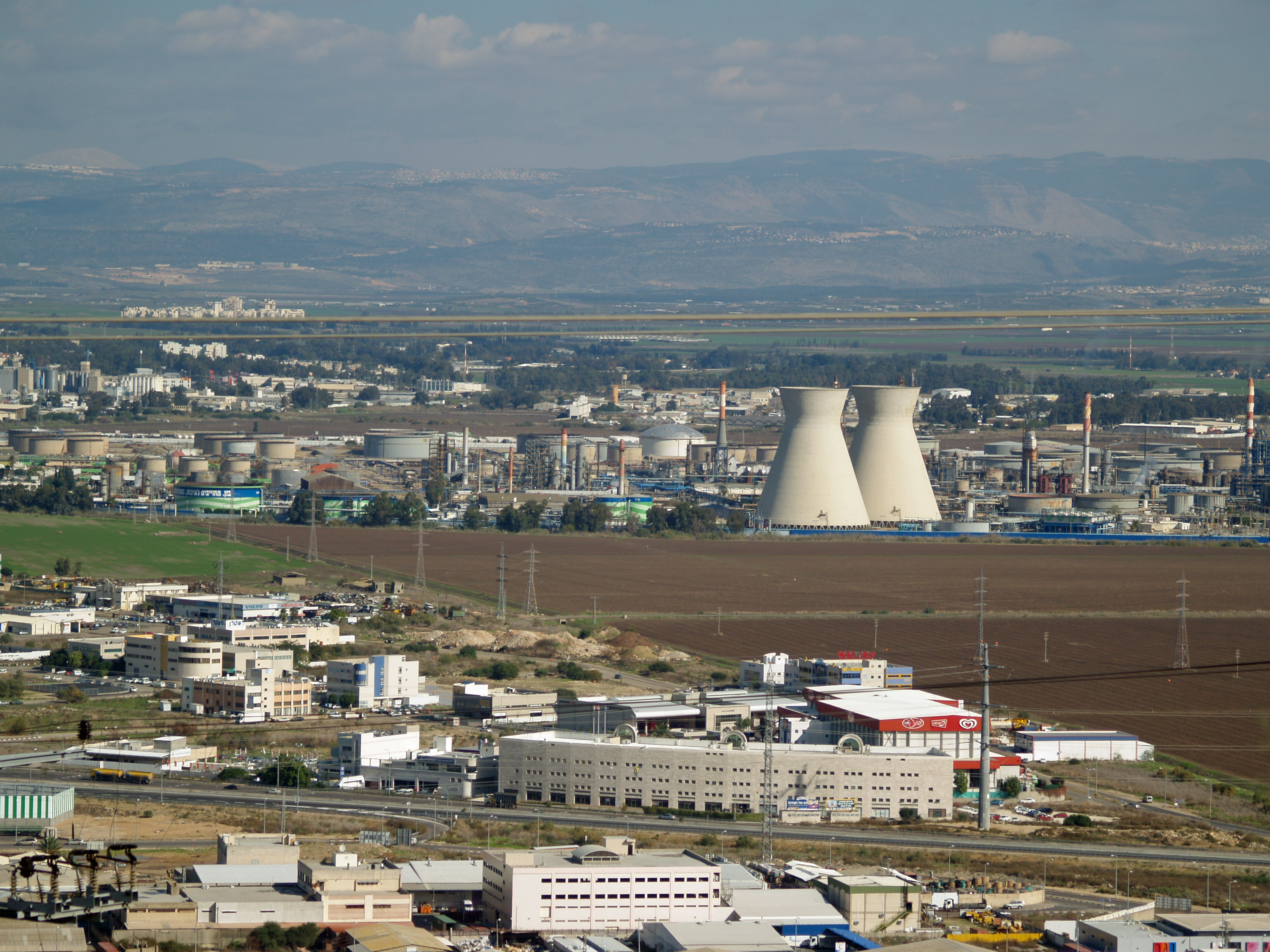
مصفاة نفط حيفا.

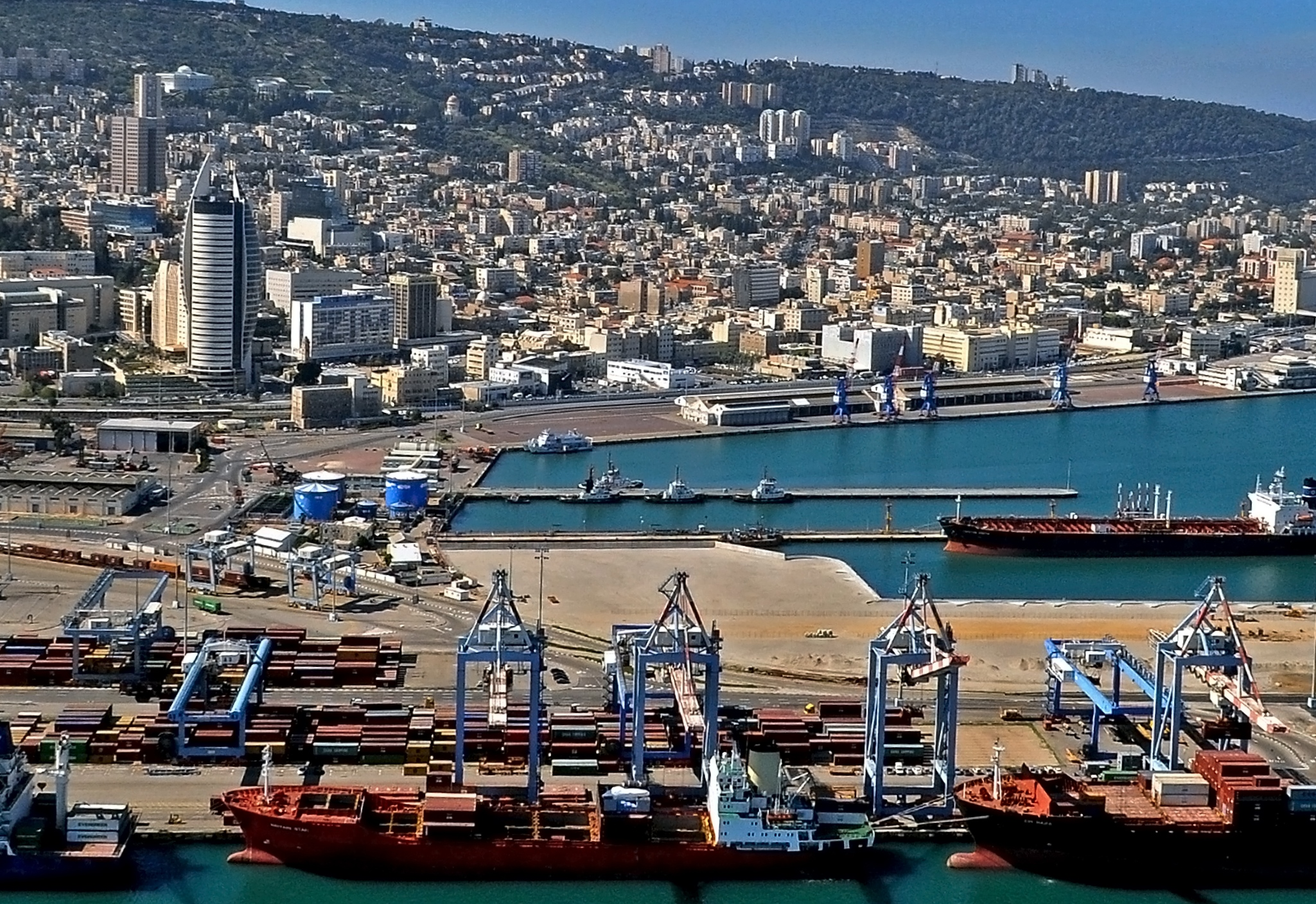
ميناء حيفا، يُعتبر أحد أهم موانئ شرق البحر المتوسط.

تشتهر منطقة حيفا بزراعة المحاصيل كالقمح والشعير والعدس والحمضيات والخضراوات وتكثر فيها كروم العنب وأشجار الزيتون واللوزيات التي تنمو على مرتفعات الكرمل.
كما تنشط فيها كثير من الصناعات وحركة التجارة من خلال شبكة الطرق والسكك الحديدية الخارجية بالإضافة إلى ميناء حيفا الذي ساهم في تصدير كثير من منتجات فلسطين والأقطار العربية المجاورة. وتُوجد بها ثاني أكبر مصفاة للنفط -والأخرى في أشدود- تقوم عليها صناعات كيمياوية ضخمة، كما توجد بها قاعدة أميركية وترسو على ساحلها قطع من الأسطول السادس الأميركي.
ميناء حيفا
يُعتبر ميناء حيفا منذ القدم، أهم موانئ فلسطين التاريخية. وهو اليوم أكبر موانئ إسرائيل الدولية الثلاث الرئيسية، والتي تشمل ميناء أشدود، وميناء إيلات. وهو ميناء طبيعي ذو مياه عميقة، ويعمل على مدار السنة، ويخدم كل من الركاب والسفن التجارية. إنه واحد من أكبر الموانئ في شرق البحر المتوسط من حيث حجم الشحن ويتعامل مع أكثر من 22 مليون طن من البضائع سنوياً. يعمل في الميناء اليوم أكثر من 1000 شخص، مع العدد المتزايد إلى 5000 عندما ترسو السفن في حيفا. يقع ميناء حيفا في الجزء الشماعلي من وسط مدينة حيفا على البحر المتوسط ويمتد إلى نحو 3 كيلومترات على طول الشاطئ وسط المدينة، مع الأنشطة التي تتراوح بين العسكرية والصناعية والتجارية.

## العمارة والتخطيط الحضري
الهوية المعمارية

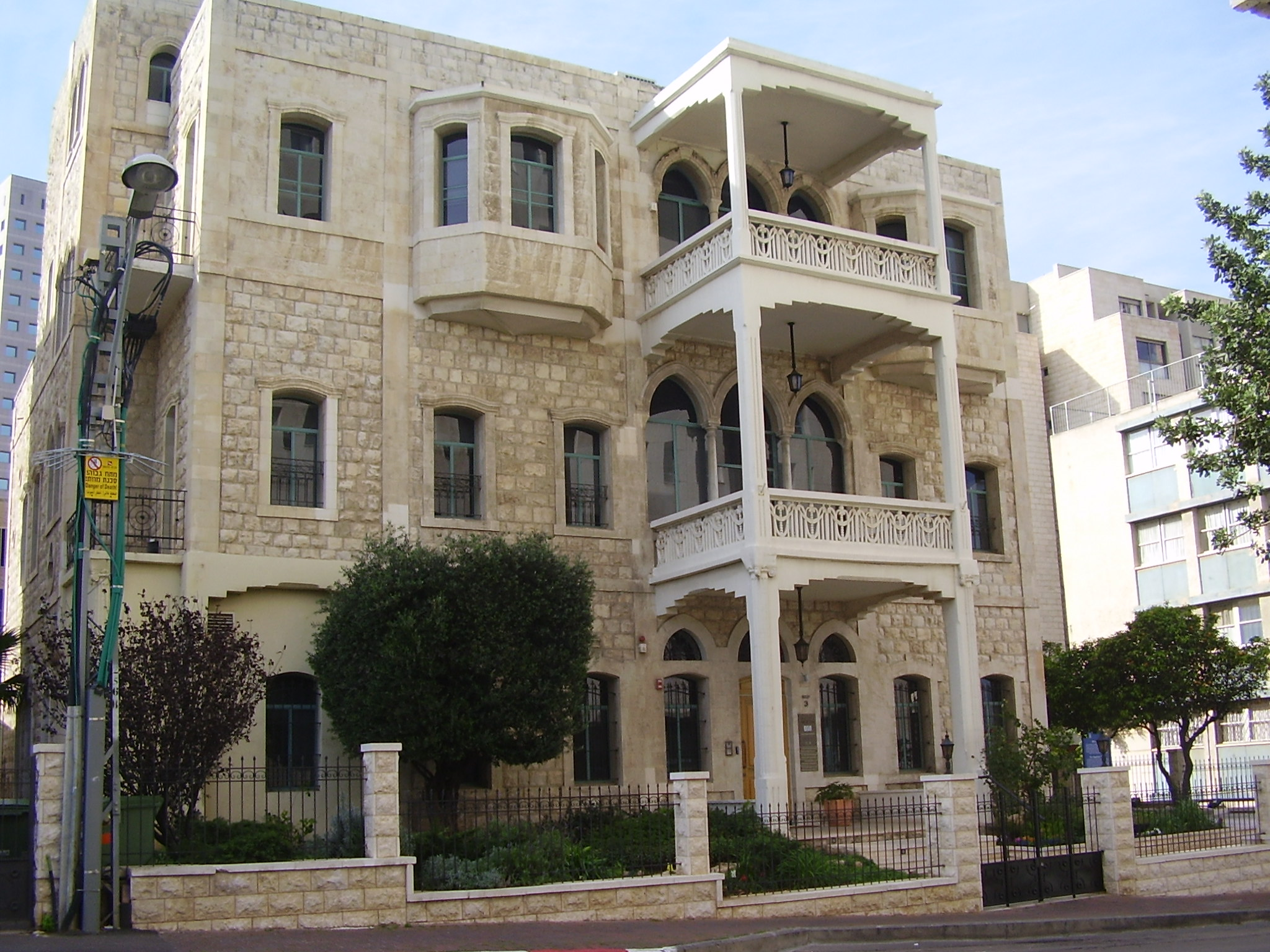
مبنى سكني، يظهر فيه النمط المعماري الكلاسيكي الذي كان سائدا في بلاد الشام.

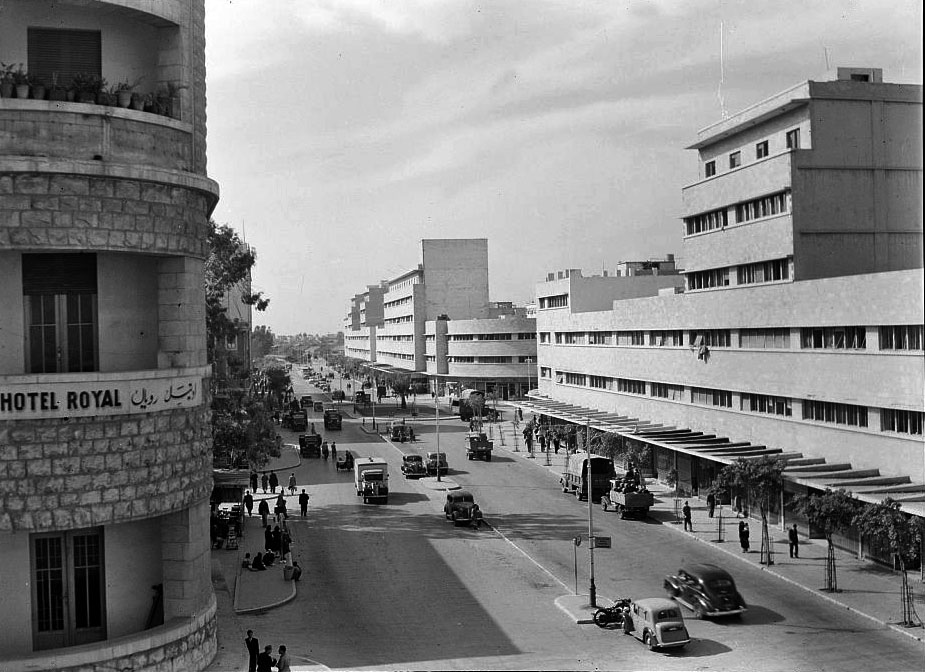
بدأت عمارة الحداثة تدخل إلى حيفا منذ الثلاثينات بسبب انفتاحها على العالم.

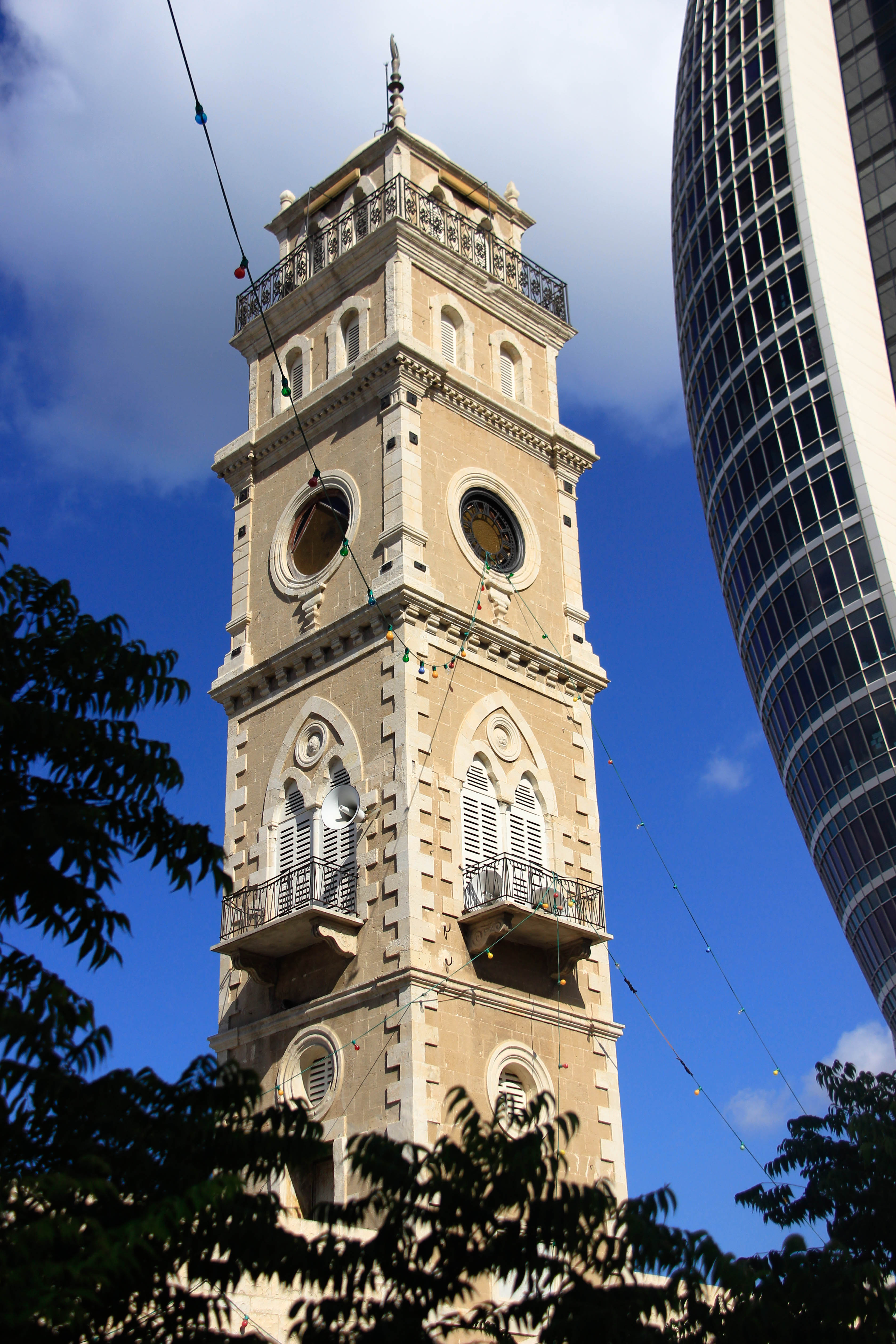
برج الساعة - مسجد الجرينة، بجانب برج الشراع (المقام على أنقاض سرايا حيفا). وهو نموذج على اختلاط العمارة القديمة بالحديثة في المدينة.

لحيفا هوية معمارية متناقضة بين الطابع التراثي العربي القديم، والطابع الحداثي الغربي الذي أتى به الغرب ثم اليهود المهاجرون من دول العالم بعد حرب 1948 وتأسيس إسرائيل. إن العمارة الحيفاوية التقليدية هي مشابهة لإسلوب العمارة في المدن الفلسطينية الكبرى قبل حرب 1948. كما أن التراث المعماري الفلسطيني في المدينة بعهد ظاهر العمر والذي قام بتأسيس حيفا الجديدة قبل حوالي 250 عاما، يختلف عن العهد الذي تلاه من حيث العمران الحديث، حيث أن التراث المعماري الفلسطيني في الحقبة الأولى تميّز بكونه اعتمد على الحجر الكلسي وبساطته، بينما في الحقبة الثانية، تميّز بتألقه، وما تبقى منه قائما في أحياء حيفا أجمع، كما أن حيفا داخل الأسوار التي بناها الظاهر عمر لم يبق منها الا القليل. ولقد تميز الإعمار العربي الفلسطيني في تلك الفترة ببناء شرفات فيها أعمدة رخامية، وعادة ما كان عددها ثلاث فقط. ولقد نجح عرب حيفا بالحفاظ على العديد من المباني رغم قرار إسرائيل بهدم معظم المعالم التاريخية للمدينة، خاصة بعد حرب 1948.
كما استعان سكان المدينة بمهندسين معماريين عربا ويهودا على حد سواء، إضافة للأجانب وبينهم الألمان الذين كانوا قد قدموا لحيفا. حيث ثمة اختلاف في الهندسة والعمران، من حيث الطابع العربي والطابع الأجنبي، فعلى سبيل المثال، حافظ العرب على الأعمدة الثلاث كطابع للبنيان العربي، دامجين مع ذلك «مطلع درج» كما هو معهود في العمران الأوروبي الحديث. كما أنه في العديد من أنحاء أوروبا لم ينجح هذا الأسلوب، بينما في مدن فلسطينية كثيرة بقيت هذه المباني وهذا الطابع المودرني كما هو وحوفظ عليه. إن المبنى العثماني الوحيد الذي سلم وبقي على حاله قائما، هو مبنى محطة القطارات شرق حيفا، والتي تحوّل جزء من المبنى الصامد منها إلى متحف للقطارات اليوم.
التخطيط العمراني

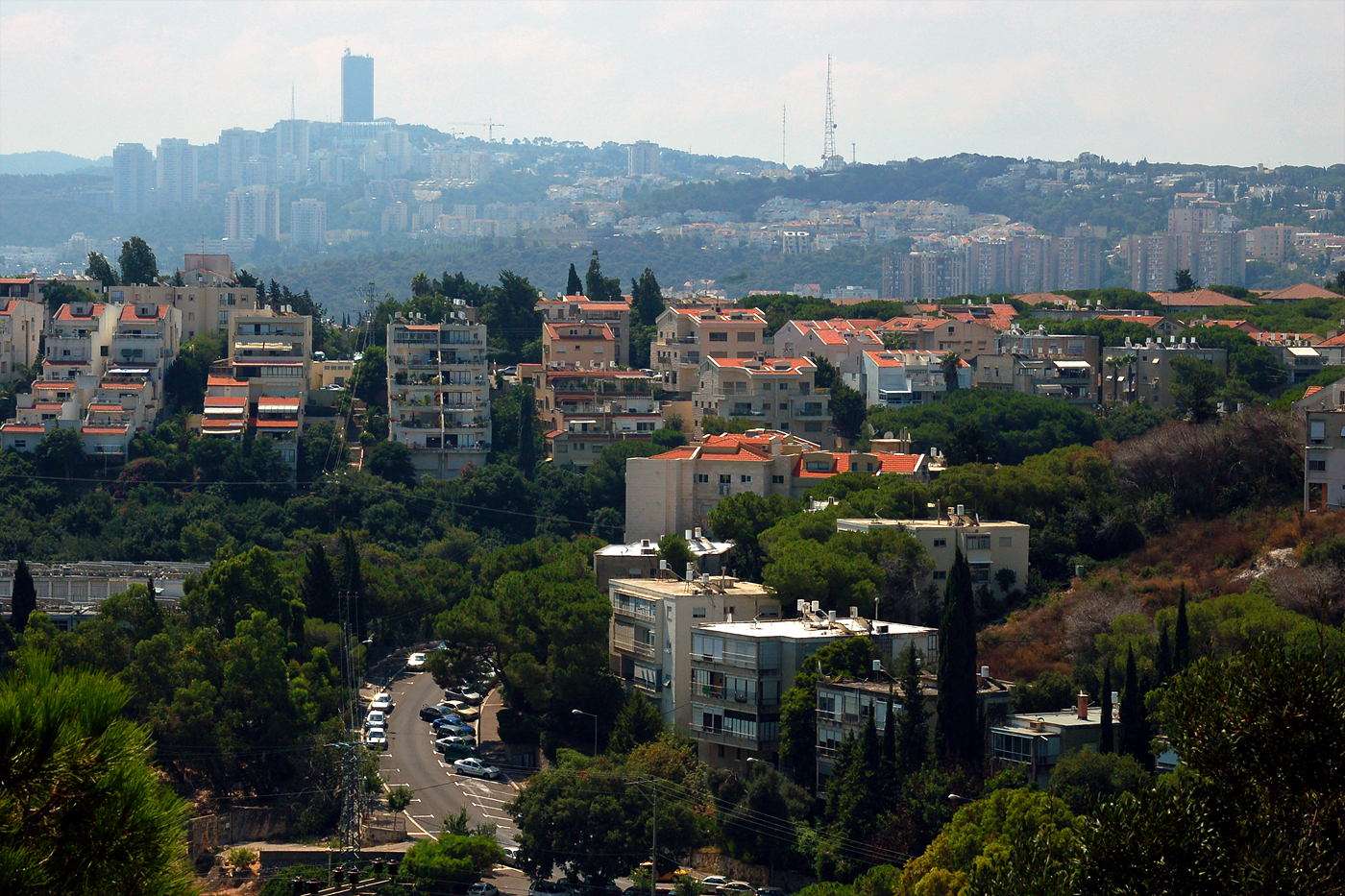
المناطق السكنية في حيفا، ويظهر في الخلفية، برج أشكول - أعلى مبنى في المدينة.

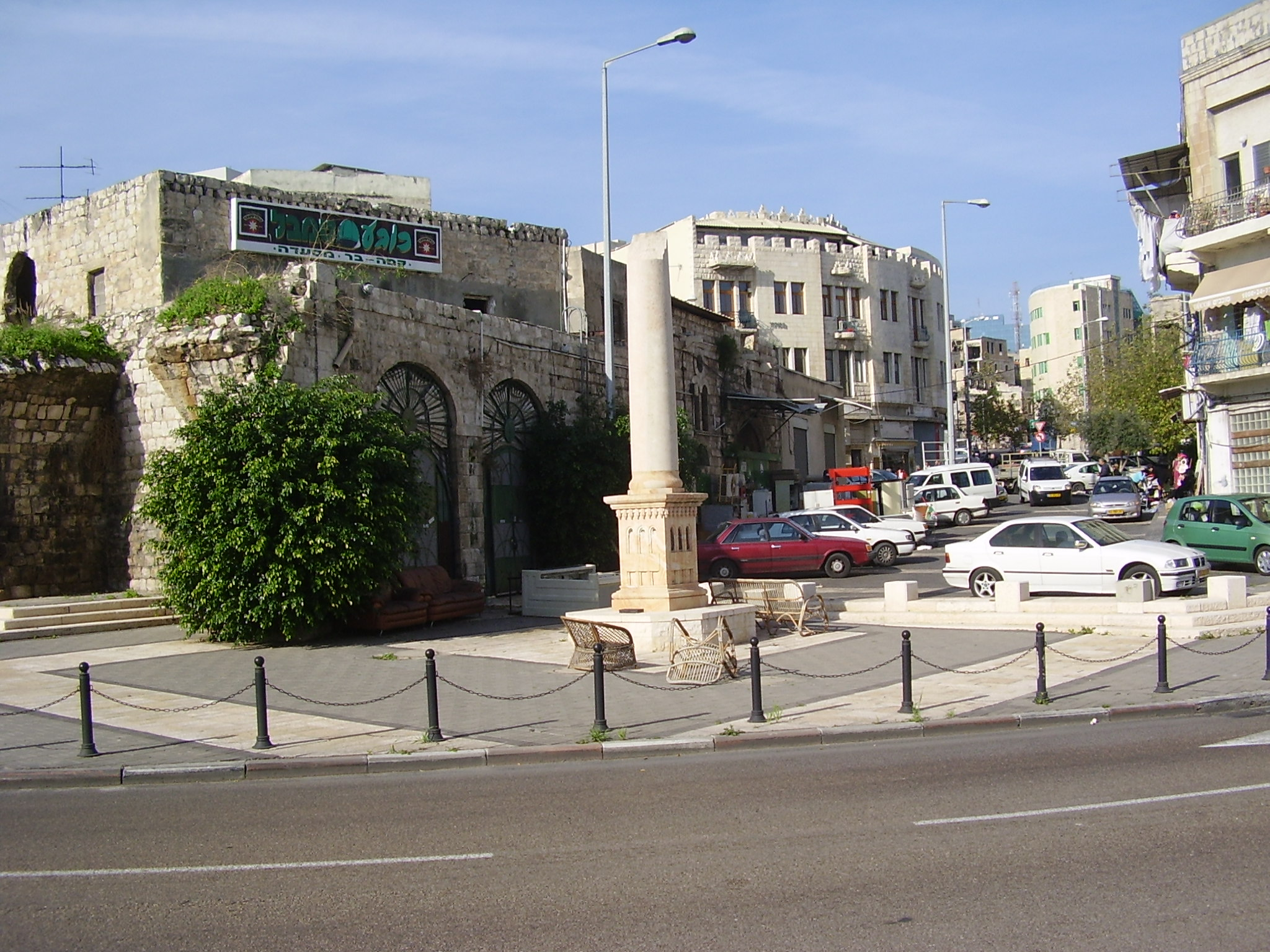
ساحة الملك فيصل وسط المدينة.

واكب تطور النمو السكاني تطور النمو العمراني للمدينة، فهي تواصل امتدادها منذ الخمسينات حتى الوقت الحاضر على طول شاطيء البحر المتوسط وفوق منحدرات جبل الكرمل وقمته. وقد زادت كثافة السكان والحركة التجارية في حي «الكرمل» فأصبح مركزا لتجارة المفرق وللخدمات وللتسلية بعد أن التحم بقلب المدينة الذي يتحرك نحوه.
وبقيت المدينة السفلى (حيفا القديمة) تمثل حي الأعمال المركزي بعد أن أجريت على مخططها الهندسي تعديلات كبيرة. وأخذت قمة الكرمل تستقبل جموع السكان الذين يتحركون للسكنى في الأعلى. وأنشئت مشروعات إسكان ضخمة وظهر عدد من الضواحي الكبيرة مثل «كريات اليعزر» على الساحل، و«روميما الجنوبية» على حافة الكرمل.
وتمتد المنطقة الصناعية فوق الأراضي الرملية المحاذية للخليج البحري حتى مدينة عكا، وتعد مدينة الصلب أهم مرافق المنطقة الصناعية. وتمتد الأحياء السكنية إلى الشرق من الخليج فوق قمم ومنحدرات الكرمل، وتتخلل هذه المباني السكنية منتزهات وأشجار ترصّع الأودية. وأما حيفا القديمة (السفلى) فتتوسع نحو الغرب والجنوب إلى منطقة ساحل الكرمل، فحيفا مدينة متطورة تمتد حالياً فوق الجانب الشمالي الغربي لـجبل الكرمل، وفوق الحافة الشمالية لساحل الكرمل، وعلى الشريط الساحلي المحاذي للمنحدر الشمالي للكرمل. ويتوسع العمران أيضاً نحو الطرف الجنوبي لخليج عكا، ونتج عن هذا التوسع زيادة مساحة المدينة من 54 كم مربع قبل عام 1948 إلى 181 كم مربع في عام 1980.
ومنذ نكبة حيفا عام 1948 وحتى عام 2006، لم يتم بناء مخطط هيكلي لمدينة حيفا بل تم اعتماد المخطط الأخير الذي حدد عام 1934 في عهد الانتداب البريطاني على فلسطين، والذي سلب حيفا شاطئها، وهو أمر ما زال يعاني منه سكان حيفا إلى يومنا هذا، بغض النظر عن التطوّر العمراني والصناعي السريع الذي ساهم به بناء الميناء في سنوات العشرين. ويتم التجهيز في الآونة الأخيرة للخارطة الهيكلية لمدينة حيفا المعدة من قبل وزارة الداخلية وزارة الإسكان والبناء ومديرية أراضي إسرائيل وبلدية حيفا. يشمل التقرير إستراتيجية تطوير المدينة ويقر المساحات المتاحة للسكن والعمل والتجارة، للمؤسسات الجماهيرية والمناطق المفتوحة الخضراء والشواطئ والبنى التحتية، وهذا وفق سياسة التخطيط المتبعة في جهاز التخطيط الإسرائيلي.
تبين من القراءة للتقرير الأولي أن هناك مخططات جارية تقلب الأحياء اليهودية رأساً على عقب من الناحية الشكلية والإستراتيجية، وبالمقابل يكشف التقرير عن الإقصاء الواضح للأحياء العربية على خصوصيتها التاريخية والثقافية والقومية خارج النص التخطيطي والتطلع المستقبلي.

## السياحة

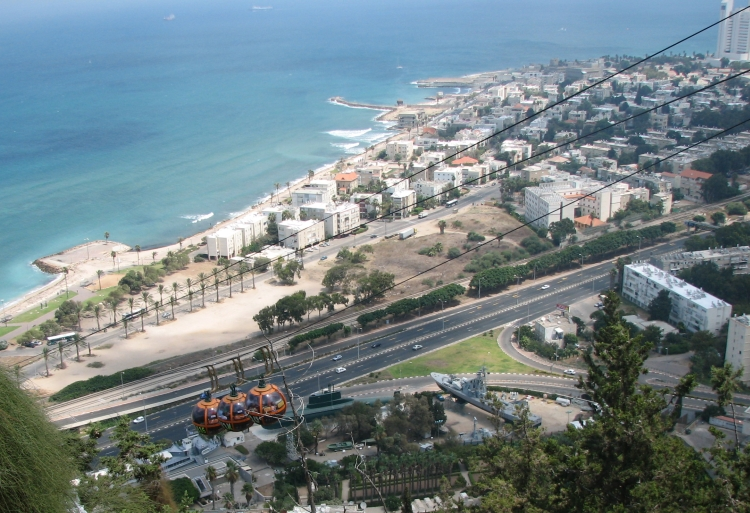
التلفريك السياحي في حيفا

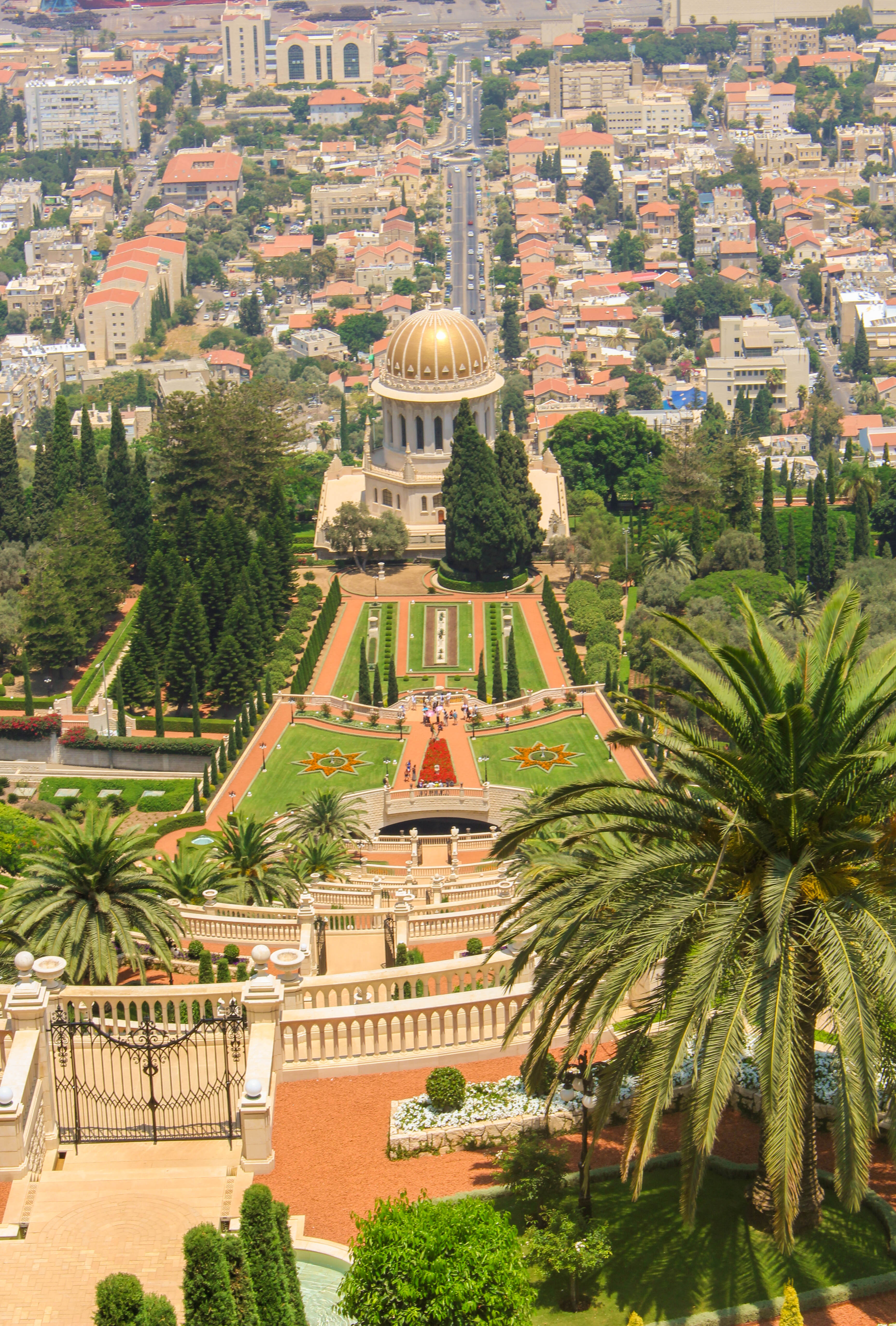
حديقة البهائيين في حيفا

تضم حيفا مجموعة من المعالم الدينية والتاريخية والسياحية، التي تشجع السياح على زيارة المدينة، فقد بلغ عدد الكنائس في العقد الرابع في القرن الحالي 6 كنائس، مقابل 5 مساجد وتكايا، إلى جانب وجود ثمانية فنادق وثلاثة حمامات عامة وتسعة خانات.
حيفا مدينة جميلة، توجد بها مجموعة من المعالم السياحية والأبنية الضخمة مثل دير الفرنسيسكان، ودير وكنيسة الآباء والكرمليين، ودير دام دونازارات، ونزل الكرمل، والجامع الشريف، والمحطة وبرج الساعة، إلى جانب وجود مجموعة من المتاحف أهمها: متحف الفن الحديث، وبيت الفنانين، والمتحف الإنتولوجي، ومتحف الفن الياباني، والمتحف البحري، والمتحف البلدي، ومتحف الطبيعية، ومتحف الفلكلور، والمتحف الموسيقي. توجد فيها مجموعة من المنتزهات والحدائق العامة أهمها:
منتزه جان بنيامين، وحديقة التكنيون، ومنتزه جان هزكرون، وحديقة جان حاييم، والحدائق الفارسية، وحديقة حيوانات، إلى جانب وجود أعداد كبيرة من الفنادق والاستراحات.
ومن خلال دراسة الاكتشافات الأثرية في منطقة حيفا وقضائها، من حيث خصائصها ومميزاتها ومواصفاتها والمادة الخام المستخدمة وطبيعة الرسومات، تبين أن الكنعانيين هم أول من استوطن المنطقة أقاموا فيها الكثير من مدنهم وقراهم مثل الطنطورة وعتليت وقيسارية، وبنوا حيفا القديمة على بعد كيلومترين من حيفا الحالية، وقد بقى من هذه المدينة القديمة بعض الآثار التي تدل على مكانها، منها في جبل الكرمل على شكل ثلاث قناطر.
| المواقع البهائية في حيفا، هناك 11 موقعا للبهائيين، مرتبطة بمؤسس العقيدة البهائية، بينها ضريح بهاء الله في عكا، وضريح الباب في حيفا المحاط بحدائق جميلة على منحدر جبلي تجتذب الكثير من السياح. وفي عام 2008 أضيف معبد حيفا الواقع في تلك الحدائق إلى قائمة مواقع التراث العالمي التي تصدرها منظمة اليونيسكو. يُشار إلى أن اتباع الديانة البهائية يبلغ عددهم 5 ملايين ينتشرون في أكثر من 190 دولة حول العالم.                                |           |
| مسجد الاستقلال هو واحد من ثلاثة مساجد مفتوحة للصلاة في مدينة حيفا. وهو مسجد أثري يعود للحقبة العثمانية في فلسطين، يقع وسط المدينة، وقد شُيِّدَ أثناء الحكم العثماني. وهو يُعتبر من الآثار المعمارية الإسلامية والعربية القليلة في المدينة، بعد أن قامت إسرائيل بهدم معظم معالم المدينة القديمة. وهو على طراز عثماني. ارتبط اسم الجامع بالشيخ عز الدين القسام، حيث كان الناس يأتون إلى المسجد من القرى والمدن العربية لسماع دروس الشيخ ومواعظه. |           |
| دير الكرمل تضم حيفا مجموعة من المعالم الدينية والتاريخية والسياحية، التي تشجع السياح على زيارة المدينة فقد بلغ عدد الكنائس في العقد الرابع في القرن الحالي ست كنائس، منها دير الكرمل. | أسوار عكا |
| كنيسة القديس يوحنا تتبع الكنيسة الاسقفية. بنيت في سنة 1934. وتقع بالقرب منها مدرسة مار يوحنا. |           |
| كنيسة القديس لويس المارونية تُعرف أيضا بكنيسة مار لويس الملك. بنيت في سنة 1880 م زمن السلطان عبد الحميد، وفي عهد البابا ليون الثالث عشر والبطريرك الماروني بولس مسعد ومطران صور وصيدا بطرس البستاني، حيث كان أول راعي لرعية حيفا هو الأب بولس كسّأب. |           |
| البنك الفلسطيني - الإنجليزي كان بمثابة البنك المركزي في فلسطين أيام الانتداب البريطاني، والذي كان يصدر العملة الفلسطينية (الجنيه)، وكان له فرع في حيفا بالإضافة إلى كل من الخليل وصفد وطبريا وغزة وبيروت والفرع الرئيس الموجود في القدس. تحول المبنى بعد النكبة عام 1948 إلى قنصلية البرتغال لدى إسرائيل في المدينة، كما تحول البنك نفسه إلى بنك إسرائيلي - بنك لومي.                                                                     |           |
| حي الألمانية حي الألمانية أو مستوطنة الألمان. بدأ هذا الاستيطان 1868م، من قبل مجموعة عائلات ألمانية قادمة من جنوب غرب ألمانيا، وقد أقام هؤلاء مستوطنة لهم في القسم الغربي من المدينة، وأدى قدومهم إلى ظهور نهضة اقتصادية واجتماعية في حيفا. تكثر المطاعم اليوم في حي الألمانية ويعتبر مركز الحياة الليلية في حيفا. |           |

| جامعة حيفا أقيمت جامعة حيفا عام 1963، على جبل الكرمل، بمبادرة من رئيس بلدية حيفا في ذلك الحين " آفا حوشي"، وكانت المؤسسة الأكاديمية السادسة، والجامعة الرابعة في البلاد. تحتوي الجامعة على 6 كليات في المواضع المختلفة.            |           |
| بيت المحكمة وهو مبنى من الطراز الحداثي، بُنيَ في عام 2004 في قلب المدينة. قام بتصميمه مكتب "Chyutin" للعمارة. | أسوار عكا |
| مركز رامبام الطبي وهو مركز طبي متكامل، يقع جزء منه تحت الإنشاء، حيث سيكون عند الانتهاء منه أكبر مستشفيات البلاد. يمتد المجمع الطبي على 14.8 هكتاراً مشتملاً على مركز طبيٍّ للعلاج، ومركز تعليمي للأطباء، بالإضافة إلى مرافق طبية أخرى. |           |
| مركز شركة IBM بحيفا مركز شركة التكنولوجية IBM ويقع في حي دنيا في الهدار. وتعتبر المنطقة من المناطق المتطورة في المدينة وتحوي عدد من الشركات العالمية.                                                                              |           |
| متحف داغون يقع في غرب ميناء حيفا عند المدخل الشرقي لصوامع داغون. بُنيَ في سنة 1955 وصممه المعماري يوسف كلاريون، ويضم المتحف آثاراً تعود إلى العصور القديمة.                                                                           |           |

## الثقافة

إعلان نُشر في الصحف، عن حفلات لأم كلثوم في القدس، وحيفا، ويافا عام 1935.

فلسطينيون يحتفلون بتراثهم في حيفا.

كانت حيفا من أهم المراكز الثقافية الفلسطينية قبل النكبة عام 1948، وانتشرت فيها الجمعيات والأندية والمهرجانات واللقاءات الفكرية لمواجهة الظلم الاستعماري، وقد قامت الجمعيات الإسلامية والمسيحية بأدوارها في توجيه الرأي العام، وتنبيه الأمة لما يهددها من مخاطر، كشف نوايا الاستعمار، كما كانت في حيفا جمعيتان نسويتان الأولى إسلامية، وهي «جمعية تهذيب الفتاة»، والثانية مسيحية وهي «جمعية السيدات».
ولم تهمل حيفا الناحيتين الاقتصادية والفكرية، فتأسست جمعية النهضة الاقتصادية العربية، وكانت غايتها النهوض بالبلاد علميًّا واقتصاديًّا، وكان من أعضائها علماء وأدباء ومحامون، كما برزت في حيفا حياة نقابية رائدة أخذت تشكل نقابات لكل مهنة وفن، وكان من هذه النقابات (حلقة الأدب) غايتها تعزيز اللغة العربية، وتشجيع فن الخطابة، والعناية بالإصلاح والتعليم، ونشر الكتب الأدبية، وكان أعضاؤها من حملة الأقلام والخطباء والأدباء، وكانت حلقة الأدب هذه تشارك في الحياة السياسية والأدبية والقومية.

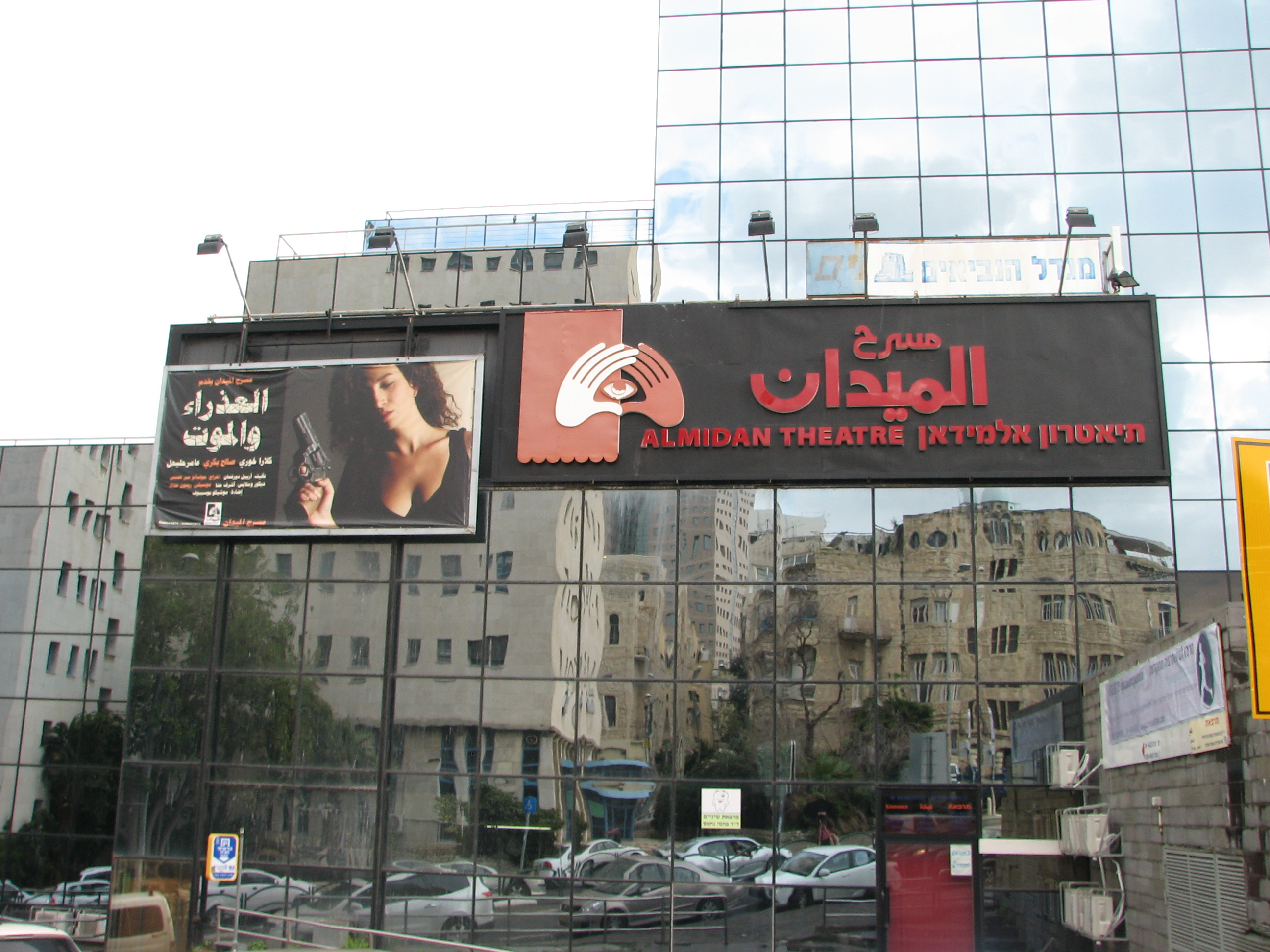
مسرح الميدان في حيفا.

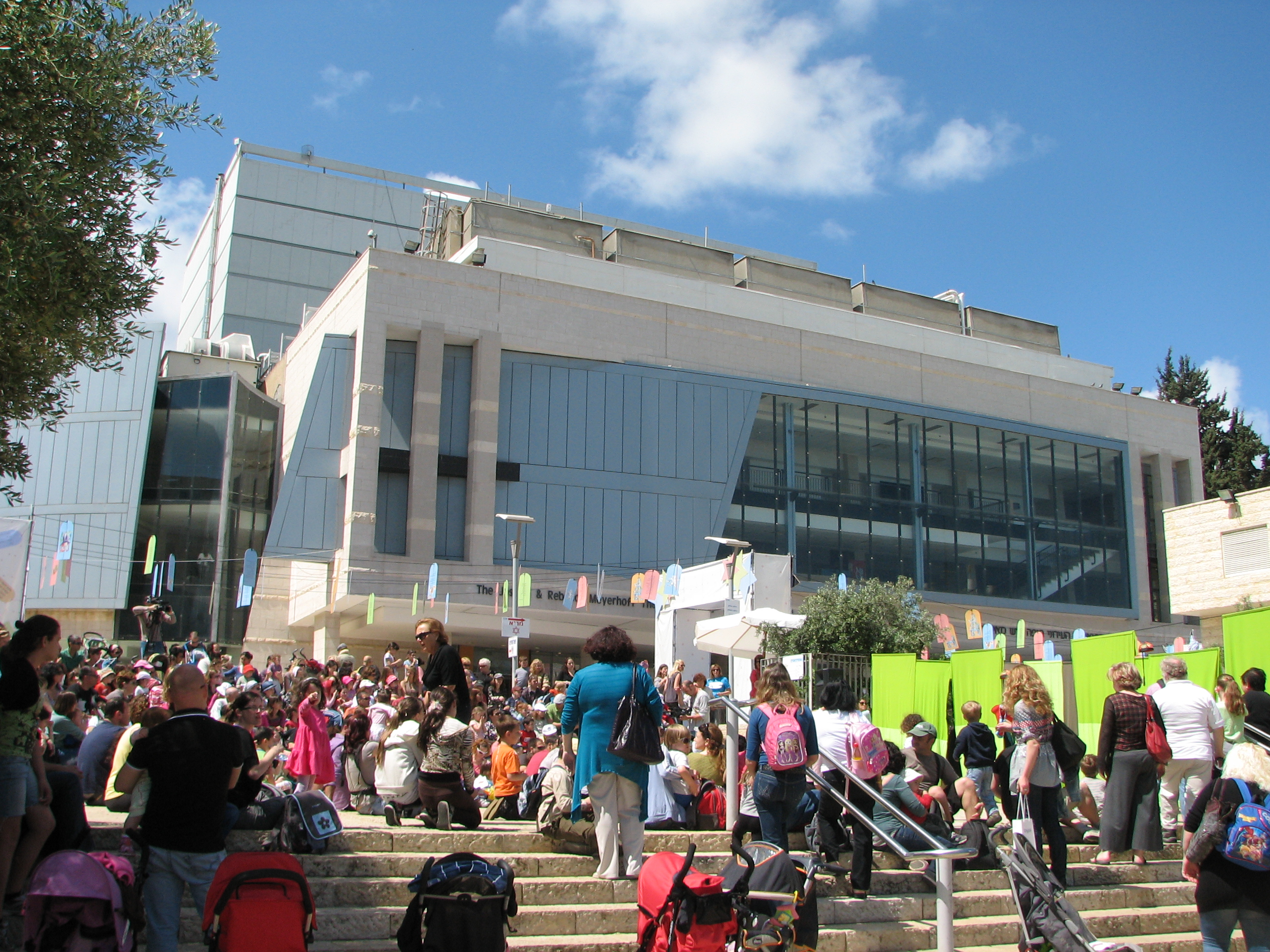
مهرجان مسرح الطفل العالمي في حيفا.

وظلت المدينة تتحرك لتكون مركز إشعاع فكري، وأخذت أنديتها وجمعياتها تقيم الحفلات وتنظم المحاضرات، وتشارك في التحرك الوطني في كل اتجاه، فقدمت المسرحيات واستقدمت الفرق المسرحية، فقد دعيت إلى حيفا فرقة رمسيس المصرية برئاسة يوسف وهبي وجورج أبيض، واهتمت جمعية الرابطة الأدبية بهذا الفن وجعلت حفلاتها التمثيلية عامة ومجانية. كما شهدت الأندية والمسارح عروض مسرحيات عديدة من تأليف فرقة (لكرمل التمثيلية) ونالت نجاحاً باهراً.
ولقد شكلت الثقافة جزءً من هوية سكان منطقة حيفا منذ زمن بعيد، والتي كانت في الأغلب ثقافة تعبر عن البيروقراطية المدنية، وهذا يظهر بشكل واضح في اللكنة أو اللهجة التي تميز سكان هذه المنطقة عن باقي اللهجات الفلسطينية بقلب القاف إلى ألف، وقربها إلى اللهجة اللبنانية، فيما تتميز قراها بإبقاء القاف كما هي. كذلك هو الحال بالنسبة للزي التقليدي الذي تميز في منطقة حيفا وعكا عن غيره من الأزياء الفلسطينية الأخرى بلونه الأبيض المطرز.
وعلى الرغم من صورتها كميناء صناعي، تعتبر حيفا مركزاً ثقافيًّا في شمال البلاد. بعد نكبة المدينة، كان هناك جهد كبير لتشجيع الكتاب والشعراء للانتقال إلى المدينة، وتم تأسيس مسرح حيفا، وهو أول مسرح بلدية تأسَّسَ في البلاد. وهناك أيضاً مسرح صحيفة الميدان، وهو المسرح الرئيسي لخدمة اللغة العربية للسكان العرب في الشمال. تشمل المسارح الأخرى في المدينة «مركز كريجر للفنون المسرحية والفنون» و«مركز رابابورت الثقافة». ويستضيف مركز المؤتمرات المعارض والحفلات والمناسبات الخاصة.
تأسست في حيفا بعد النكبة، أوركسترا حيفا الجديدة، التي أنشئت في عام 1950. في عام 2004، حضر 49,000 شخص حفلاتها. وفي حيفا أيضاً هناك سينماتيك حيفا، التي تأسست في عام 1975، وتستضيف سنوياً مهرجان حيفا السينمائي الدولي. كما يوجد مجمع عالمي للغة العربية في المدينة.
أما بالنسبة للصحافة، فحيفا ھي المدینة الثالثة التي صدرت فیھا أھم الصحف العربیة والبارزة في فترة ما قبل الحرب العالمية الأولى 1914-1918. ومن أھم الصحف التي تركت بصمة واضحة في تاریخ الصحافة في ھذة المدینة ومثلتھا قبل النكبة، كانت جريدة الكرمل، والنفير، والنفائس العصرية، وحيفا، وغيرها الكثير من الصحف والمجلات اليومية والأسبوعية. واليوم تصدر صحيفة محلية في المدينة هي يديعوت حيفا. وهناك محطة إذاعية خاصة بالمدينة، هي راديو حيفا.
يشار بالذكر إلى أنه هناك العديد من الجمعيات والمواقع العربية أو اليهودية في المدينة، نفّذت على مدار سنين عملها مشاريع وفعاليات وحملات إعلاميّة ومبادرات عديدة وهامة تلبية لاحتياجات الشباب المتجددة.
المتاحف

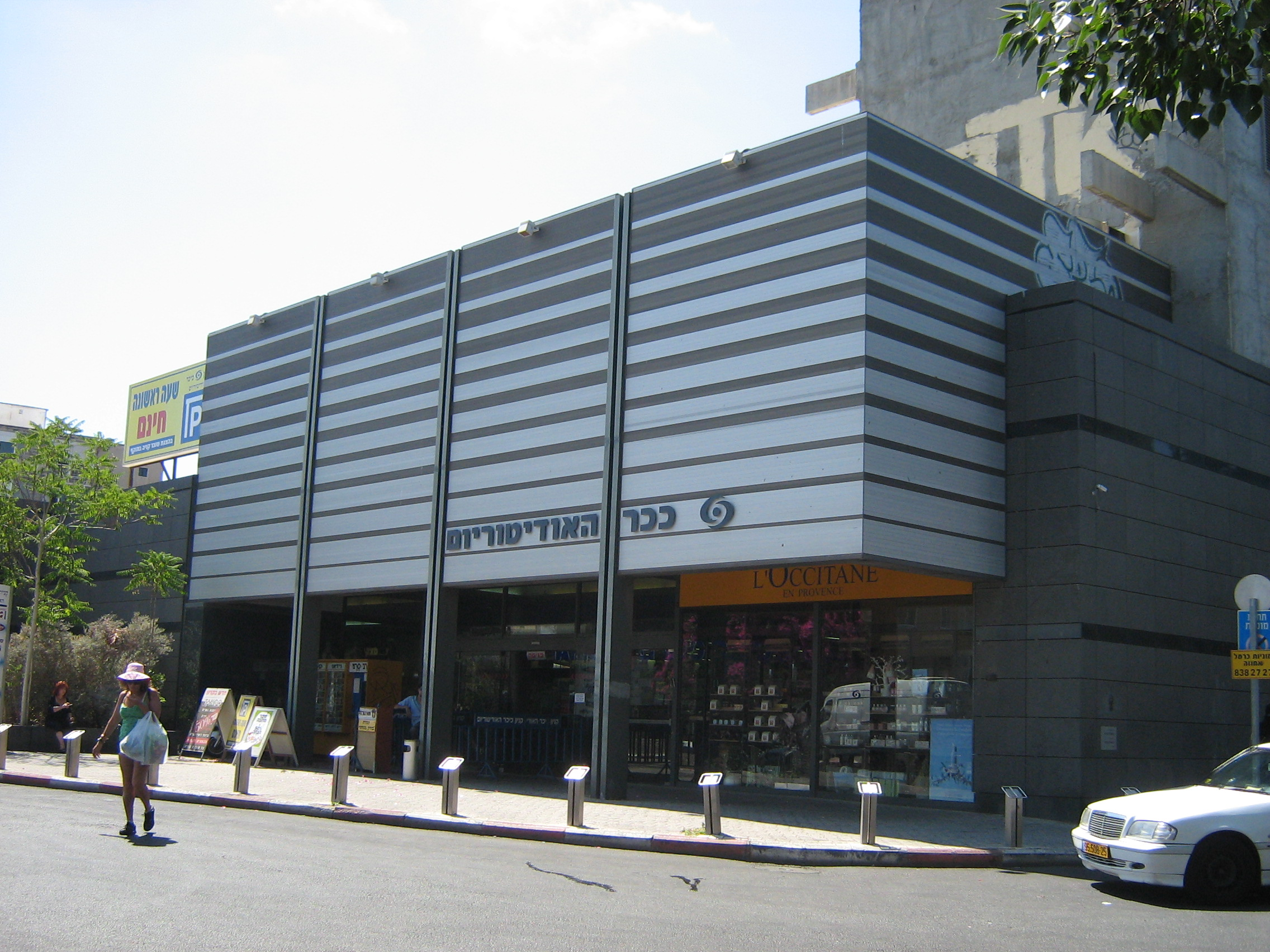
مبنى الأوديتوريوم في حيفا

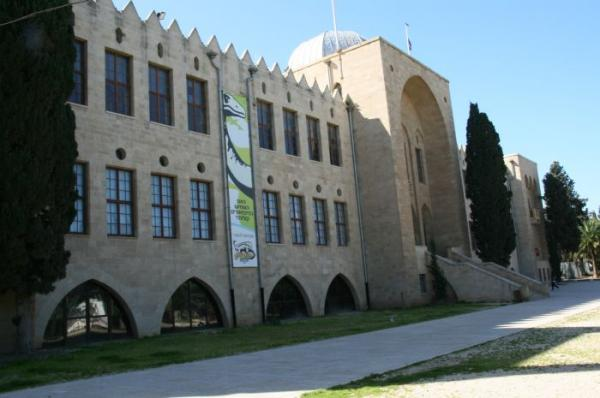
المتحف الوطني للعلوم والتكنولوجيا، أحد أشهر متاحف المدينة.

تحتوي حيفا عشرات المتاحف. المتحف الأكثر شعبية هو المتحف الوطني للعلوم والتكنولوجيا والفضاء، والذي سجل ما يقرب من 150,000 زائر في عام 2004. يقع المتحف في مبنى التخنيون التاريخية في حي هدار. وهناك أيضا متحف حيفا لبيوت الفن، ويحتوي مجموعة من أعمال الفن الحديث والكلاسيكي، ويعرض تاريخ مدينة حيفا. ومتحف الفن الياباني "Tikotin"، وهو المتحف الوحيد في منطقة الشرق الأوسط المخصص للفن الياباني حصراً. وهناك متاحف أخرى في حيفا تشمل متحف ما قبل التاريخ، والمتحف البحري الوطني، ومتحف مدينة حيفا، ومتحف هيشت، والمتحف الأثري داجون، ومتحف السكة الحديد، ومتحف البحرية... وغيرها.
المكتبات والمدارس
لم تعرف حيفا المكتبات العامة قبل عام 1914 م، حيث تأسس في هذا العام أول مكتبة عامة فيها باسم المكتبة الجامعة، وتغير اسمها فيما بعد ليصبح المكتبة الوطنية، وقد كانت هذه المكتبة تعنى ببيع الكتب العلمية والتاريخية والأدبية.. إلخ، كما أخذت هذه المكتبة تصدر مجلة خاصة بها هي مجلة الزهرة.

### حيفا في الأدب العربي

رسم جرافيتي لـغسان كنفاني، صاحب رواية«عائد إلى حيفا».

- الشاعر الفلسطيني محمود درويش:
 أُحبّ البحار التي سأحبُّ
 أحبُّ الحقولَ التي سأحبُّ
 ولكنًّ قطرة ماءٍ بمنقارِ قبّرة في
 حجارةِ حيفا
 تعادِلُ كلَّ البحار
- عن الشاعر أحمد دحبور من مقدمة ديوانه:
 "حيفا هذه ليست مدينة، إنها الجنة ومن لا يصدق فليسأل أمّي،
- يمة... خُذيني إلى حيفا.
 - غدًا تكبر، يا حبيبي، وتأخذني أنت إليها.."
- عن رواية عائد إلى حيفا للأديب العربي الفلسطيني غسان كنفاني:
 "وأخذت الأسماء تنهال في رأسه كما لو أنها تنفض عنها طبقة كثيفة من الغبار: وادي النسناس، شارع الملك فيصل، ساحة الحناطير، الحليصة، الهادار، واختلطت عليه الأمور فجأة، ولكنه تماسك، وسأل زوجته بصوت خافت:
- حسنًا من أين نبدأ ؟"
- وتعد هذه المدينة البلد الأصلي للمخرج العربي المسلم سام بلاك، مخرج الأفلام الوثائقية.

## التنمية الحضرية
حالياً، يوجد في المدينة عدد متواضع من ناطحات السحاب والمباني الشاهقة. وعلى الرغم من أن المباني التي ترتفع إلى حوالي 20 طابقاً قد تم بناؤها على جبل الكرمل في الماضي، فقد حظرت بلدية حيفا بناء أي مبانٍ جديدة أطول من تسعة طوابق على جبل الكرمل في يوليو من عام 2012.
يجري إعادة تطوير حي وادي الصليب، والذي يقع في قلب وسط مدينة حيفا. وقد تم إجلاء سكانه من اليهود والعرب تدريجياً على مر السنين. تقوم شركة حيفا الاقتصادية المحدودة بتطوير قطعتي 1000 متر مربع للاستخدام المكتبي والتجاري. وتم تجديد بعض المباني التاريخية وإعادة تطويرها، لا سيما إلى النوادي الليلية والمسارح، مثل قصر باشا، والحمام التُركي، والنوادي الليلية لموسيقى الشرق الأوسط، تم تحويل العديد منها إلى مسارح ومكاتب.

## التعليم والتعليم العالي

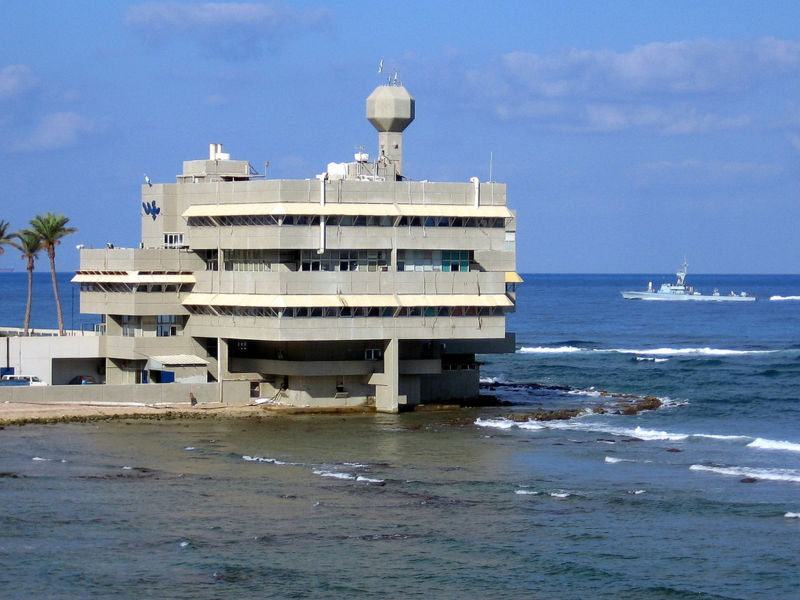
معهد الجغرافيا المحيطية في حيفا

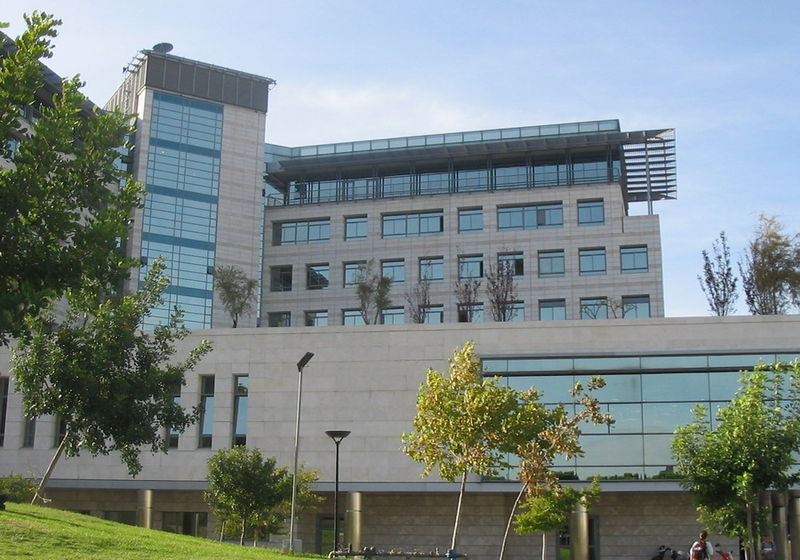
مباني معهد التخنيون

حيفا هي مركز لجامعتين مشهود لهما عالميًا ولعدة كليّات. جامعة حيفا، والتي تأسست عام 1963، تقع في قمة جبل الكرمل. وقد تم تصميم الحرم الجامعي من قبل أوسكار نيماير مهندس برازيلي ومصمم مقر الأمم المتحدة في نيويورك. في الطابق العلوي من برج اشكول والمتكون من 30 طابقًا يوفر رؤية بانورامية لشمال إسرائيل. ومن معالم حرم جامعة حيفا متحف هيشت والذي يحوي مجموعات الآثار والفن المهمة.
تأسس معهد إسرائيل للتقنية أو ما يعرف بجامعة التخنيون وكتيرًا ما يطلق عليه MIT إسرائيل في عام1924. ويتكوّن من 18 كلية و42 معهد بحوث. المبنى الأصلي يضم الآن متحف العلوم في حيفا. في البداية اشتمل التخنيون على قسمي الهندسة المدنية والهندسة المعمارية فقط، ومن بعدها تمت إضافة باقي الأقسام العلمية والهندسية شيئا فشيئا إلى أن أصبح اليوم من المراكز التكنولوجية المشهورة عالميا في البحوث والتقنية إذ يحتل المرتبة ال38 من بين المراكز التكنولوجية في العالم، كما ويعتبر اليوم الأول على مستوى إسرائيل في الهندسة والتكنولوجيا الحديثة الهاي-تيك. أنشئت أول مدرسة ثانوية التكنولوجية في إسرائيل، وتدعى بسمات في حيفا عام 1933.
المؤسسات الأكاديمية الأخرى في حيفا هي كلية غوردون التربية وكلية المعلمين أو دار المعلمين وكلية المعلمين الدينية شعنان، وكلية فيستو وهي أكاديمية لتعليم التصميم، وكلية تيلتان للتصميم.
في مدينة حيفا 70 مدرسة ابتدائية و23 مدرسة متوسطة و28 مدرسة ثانوية و8 مدارس أكاديمية المهنية العليا. في عام 2008 درس 17,000 طالب في جامعات حيفا و11,500 طالب في جامعة التخنيون. هناك أيضًا فروع للجامعة المفتوحة موجودة في حيفا ويدرس فيها 850 طالب. يدرس في حيفا ما يقرب من 30,000 طالب جامعي في الجامعات والكليّات.
ووفق عام 2021، فإن عدد المدارس في حيفا إزداد ليصبح 124 مدرسة تحتوي على 1,857 صف، وتضُم 44,319 طالبًا وطالبة ما بين المرحلة الإبتدائية والثانوية. بالإضافة إلى ان نسبة المؤهلين لشهادة الثانوية العامة (شهادة بجروت) هي 76.8%.
من المدارس العربية العريقة في المدينة الكلية الأرثوذكسيَّة العربيَّة التابعة للكنيسة الأرثوذكسية، وتحتل الكلية الأرثوذكسية مركزاً مرموقاً كأحد أفضل مدارس الوسط العربي في إسرائيل ويُطلق عليها مدرسة النخبة، ومدرسة راهبات الكرمليت وراهبات الناصرة ومدرسة الكرمل وهذه المدارس تابعة للكنيسة الكاثوليكية، إلى جانب مدرسة مار يوحنا الإنجيلي التابعة للكنيسة الأسقفيَّة.

## الرياضة

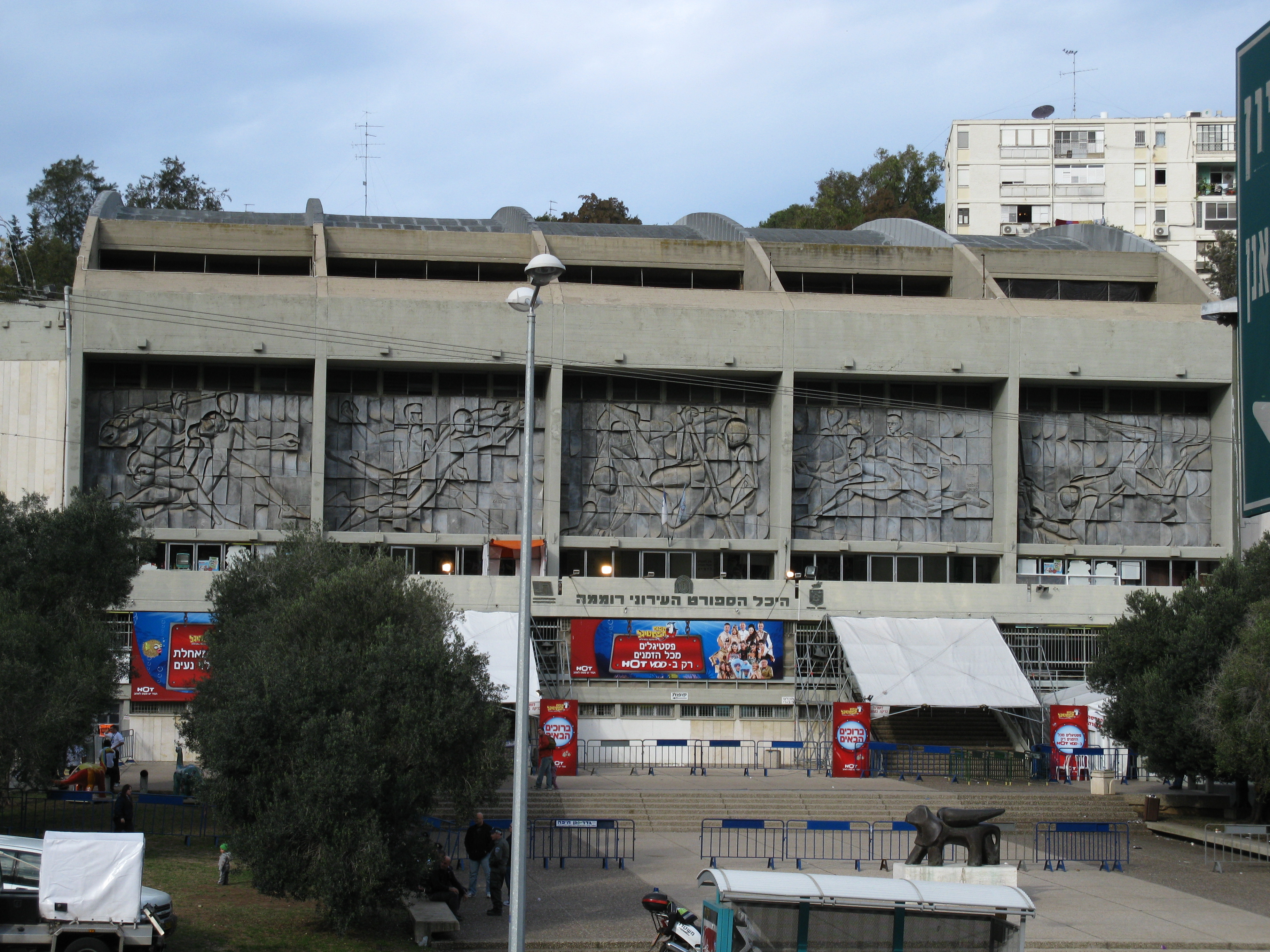
صالة أرينا الرُميما الرياضية

يتواجد في المدينة العديد من النوادي الرياضية، والتي تعمل في مختلف المجالات، بما في ذلك كرة القدم وكرة السلة والرياضة المائية (نادي يدعى «بالقرب من البحر»). النادي الأكبر هو مكابي حيفا، الذي يرأسه ايتامار تشيزيك، وهو من النوادي الرياضية الأكبر والأقدم في إسرائيل، ويجمع بين الرياضة في جميع المجالات: كرة السلة، كرة اليد، السباحة، كرة الماء، والشطرنج، والتنس وتنس الطاولة وسباقات المضمار والميدان ورفع الأثقال وغيرها.
تبلغ سعة الملاعب الرئيسية في حيفا 14,000 مقعدا واستاد كريات اليعيزر واستاد توماس د اليساندرو. نيف شعنان ملعب الرياضي ذو 1000 مقعد.

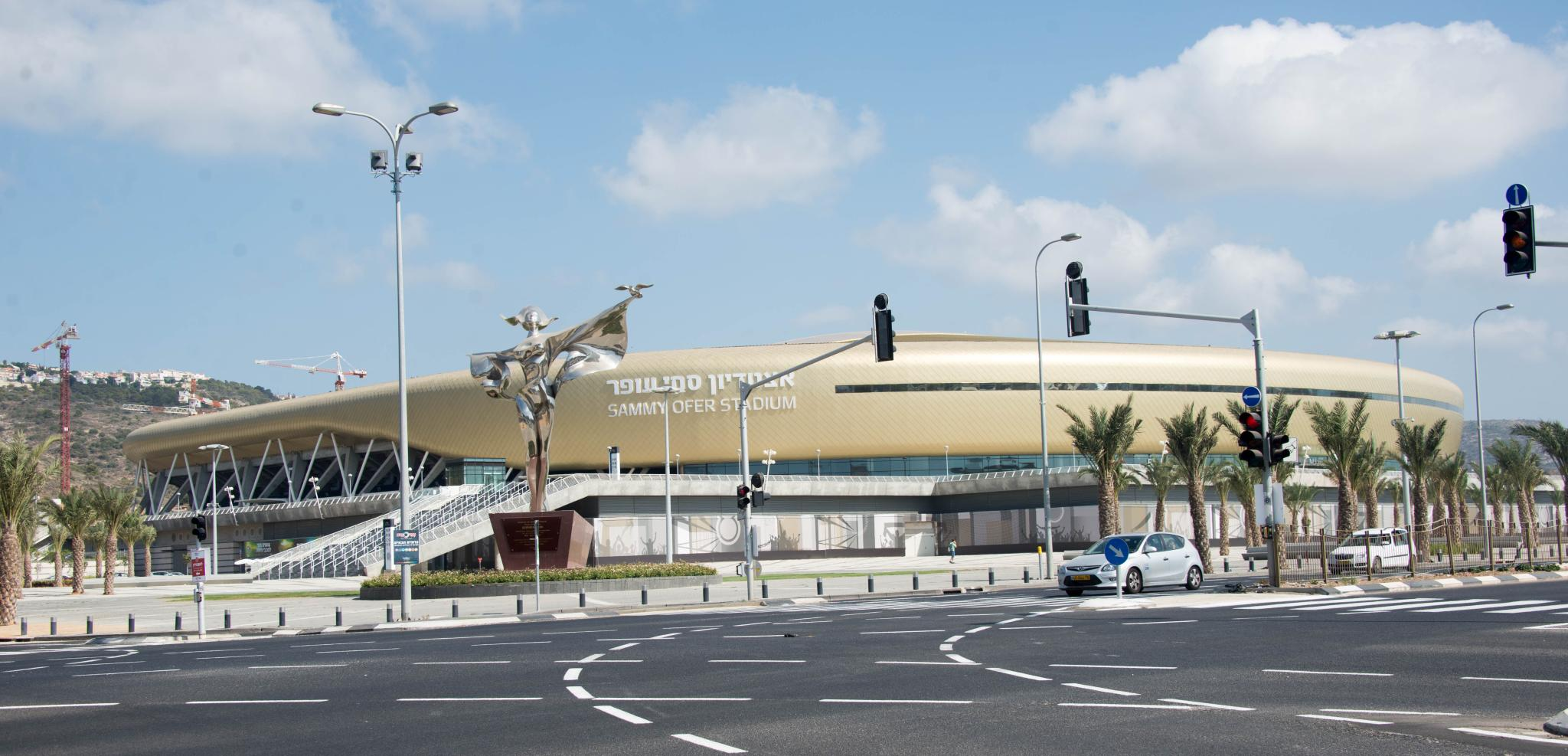
واجهه أستاد "سامي عوفر"

عام 2014 تم افتتاح استاد كره القدم "سامي عوفر"، ويعتبر من أحدث الملاعب في حيفا والشرق الأوسط ، يسع الاستاد حوالي ال30 الف متفرج ، ويعتبر الاستاد الاساسي لنوادي كرة القدم في الدرجه العليا في حيفا ( مكابي حيفا و هبوعيل حيفا)، إضافه لإستخدامه من قبل المنتخب الإسرائيلي في المباريات الدولية.

### كرة القدم
يتواجد في حيفا عدة أندية أبرزها مكابي حيفا وهبوعيل حيفا. وملقاهم الرئيسي في استاد كريات اليعيزر.
- مكابي حيفا: وهو من أكبر الاندية في إسرائيل. فاز نادي مكابي حيفا 12 مرة بـبطولة الدوري، 5 مرات بكأس الدولة و4 مرات بكأس التوتو الإسرائيلي.

تأسس سنة 1913 م في مدينة حيفا، وتم شراء النادي في سنة 1992 على يد رجل الأعمال الحيفاوي يعقوب شاحار الذي يحظى بملكية كاملة للنادي. نادي مكابي حيفا يضم أيضاً مدرسة كرة قدم للأطفال وفريق شبيبة.
- هبوعيل حيفا: فاز هبوعيل حيفا في ثلاث بطولات، ولكن منذ زمن تدهورت حالة النادي، يرأس الفريق ابتداءً من عام 2010 رجل الأعمال يوآف كاتس.

### كرة السلة
في مجال كرة السلة يتواجد في المدينة منخب رئيسي واحد، وهو مكابي حيفا، ويلعب في الدوري الممتاز. المنتخب كان واحدًا من ثمانية منتخبات التي أسست «عصبة الاختبار» في سنة 1954. واليوم يعتبر مكابي حيفا واحدًا من أكبر المنتخبات في إسرائيل. يتواجد أيضًا منتخب آخر وهو هبوعيل حيفا.

## مدن شقيقة
لدى حيفا العديد من المدن المتوأمة، وهي:

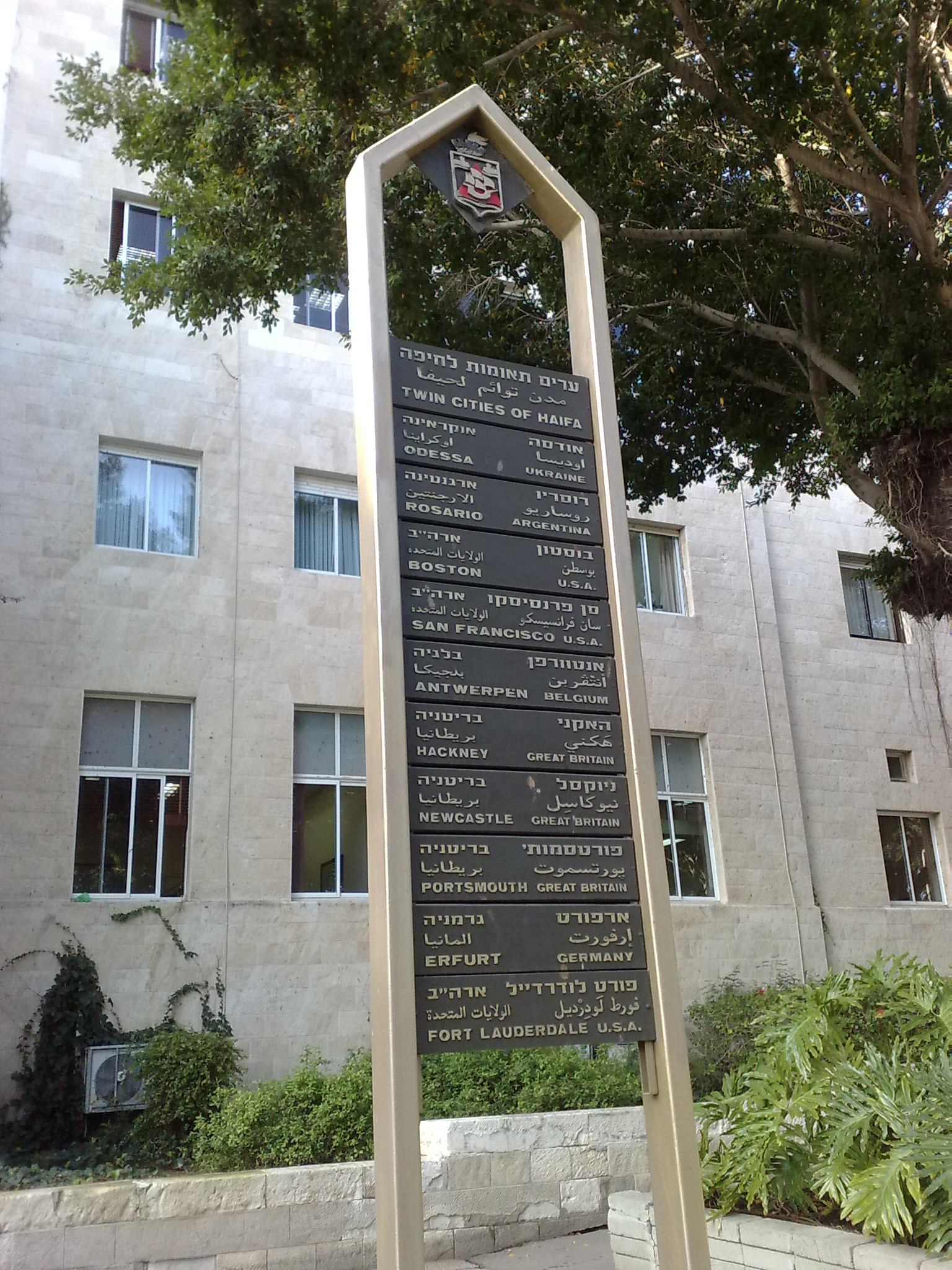
لافتة مسجل عليها قائمة المدن المتوأمة مع حيفا، خارج مبنى البلدية.

| - مرسيليا، فرنسا - (منذ عام 1962م) - بورتسموث، المملكة المتحدة - (منذ عام 1962م) - هاكني، المملكة المتحدة - (منذ عام 1968م) - مانيلا، الفلبين - (منذ عام 1971م) - سان فرانسيسكو، الولايات المتحدة - (منذ عام 1973م) - سوتشافا، رومانيا. - آلبورغ، الدنمارك - (منذ عام 1973م) - كيب تاون، جنوب أفريقيا - (منذ عام 1975م) - بريمن، ألمانيا - (منذ عام 1978م) - أنتويرب، بلجيكا - (منذ عام 1986م) - ماينتس، ألمانيا - (منذ عام 1987م) - دوسلدورف، ألمانيا - (منذ عام 1988م) - روساريو، الأرجنتين - (منذ عام 1988م) - تورينو، إيطاليا - (منذ عام 1997م) | - أوديسا، أوكرانيا - (منذ عام 1992) - شنغهاي، الصين - (منذ عام 1994م) - ليماسول، قبرص - (منذ عام 2000م) - فورت لودرديل، الولايات المتحدة (منذ عام 2002م) - كوبه، اليابان - (منذ عام 2004م) - بوسطن، الولايات المتحدة - (منذ عام 1999م) - إرفورت، ألمانيا - (منذ عام 2005م) - مانهايم، ألمانيا - (منذ عام 2005م) - نيوكاسل أبون تاين، المملكة المتحدة. - غرب هارتفورد، الولايات المتحدة. - سانتو دومينغو، الدومنيكان. - غواياكيل، الإكوادور - (منذ عام 2006م) - ليكسينغتون، الولايات المتحدة. - سانت بطرسبرغ، روسيا - (منذ عام 2008م) |

## في السينما
- حيفا (فيلم).
- عائد إلى حيفا (مسلسل).

## وصلات خارجية
- موقع بلدية حيفا الإسرائيلية
- عن مدينة حيفا في مجموعات المكتبة الوطنية الإسرائيلية، ويشمل صور وخرائط ووثائق.